# 나가사와 마사미
나가사와 마사미(長澤 まさみ, 1987년 6월 3일~)는 일본의 여배우이다. 애칭은, 마아쨩(まあちゃん), 맛상(まっさん), 갓사-와-(がっさーわー) 등이 있다. 시즈오카현 이와타시 출신으로, 호리코시 고등학교 졸업하였다. 도호 예능 소속이며, 신장은 169cm, 혈액형은 A형.
아버지는 전 일본 축구 국가대표로 J리그 주빌로 이와타의 초대 감독이었던 나가사와 카즈아키이다.

## 약력
어머니와 그 친구들의 권유로 제5회(1999년도) 도호 신데렐라 오디션에 응모해, 2000년 1월 9일에 35,153명 중에서 당시 최연소 만 12세(초등학교 6학년)로 그랑프리에 선정되어 연예계 진출. 오디션에 응모한 계기로는 어머니와 그 친구가 도호 신데렐라 오디션의 광고지를 보고, 우승 상금 100만엔을 추천자와 수상자가 모두 받을 수 있다는 조건의 우승 상금 100만엔에 매료 됐기 때문. 아버지 나가사와 카즈아키의 제자·나카야마 마사시의 아내인 이쿠타 토모코(이쿠타도 도호 예능 소속)에서도 추천이 있었다고 한다. 동년 공개의 영화 《크로스 파이어》로 영화 첫 출연과 여배우 데뷔 (크랭크인: 2000년 2월 9일, 극장 상영: 2000년 6월 10일). 그 후, 하이틴 잡지 〈피치레몬〉의 전속 모델이 되었다. 2000년 12월 11일 첫 드라마 《변호사 사코 마리코의 유언 작성 파일3-비밀》에 출연했다.
2001년 4월기 《Pure Soul~네가 나를 잊어도》(요미우리 TV)로 민방 연속 드라마에 첫 고정 출연. 배우 일을 위해, 중학교 2학년 봄에 고향인 시즈오카현에서 도쿄에 상경. 도쿄 나카노 구립 다이쿠 중학교 (현 나카노 구립 나카노 중학교)에 전학. 소속 사무소의 기숙사에서 생활했으며, 처음에는 오오츠카 치히로와 룸메이트였다.
2002년에는 NHK 연속 TV 소설 《사쿠라》에 출연.
2003년에는 《로보콘》으로 영화 첫 주연. 제27회 일본 아카데미상 신인 배우상 등을 수상했다. 나가사와 자신은 이 작품으로 연기에 눈을 떴다고 말하며, 지금도 가장 좋아하는 작품으로 꼽고 있다. 같은 해 공개된 고질라 시리즈 제27탄 〈고질라×모스라×메카고지라 도쿄 SOS〉와 다음 해의 시리즈 최종작 〈고질라 FINAL WARS〉에서는 도호 신데렐라 오디션에서 심사위원 특별상에 선정된 오오츠카 치히로와 소미인 (마나) 역에 공연했다.
2004년 영화 《세상의 중심에서 사랑을 외치다》에서 여주인공으로 출연. 백혈병 치료의 부작용으로 탈모증을 앓고 있는 히로세 아키 역을 맡아 어린 나이에 스스로 스킨헤드(삭발)을 하는 대범한 열연을 펼쳤다. 이 작품은 일본 열도에 “세카츄” 신드롬을 일으키며 700만명(흥행수입 85억엔)의 대히트작으로 제28회 일본 아카데미상 최우수 여우조연상 등 다수의 영화상을 수상. 배우로서 단번에 높은 지명도를 올리며 대브레이크하였다. 영화의 주요 촬영지인 가가와현의 “가가와를 빛낸 명예대사”로 임명되었고(임기는 2004년 11월부터 2006년 봄까지), 2005년 8월부터 11월까지 JR 야마노테선으로 자체 광고 전차가 운행되었다. 같은 시기에 개봉된 쇼치쿠 영화 《심호흡의 필요》에 이어 2005년 9월 개봉된  《터치》로 첫 영화 주연을 완수하였다.
2005년 1월기 《다정한 시간》(후지 TV)과, 7월기  《드래곤 사쿠라》(TBS)에 출연, 연말에는 제56회 NHK 홍백가합전에서 심사위원을 맡았다. 동년부터 현재까지도 〈도호 캘린더〉의 표지를 매년 장식하고 있다.
2006년 3월에 호리코시 고등학교를 졸업 한 후, 배우 일에 전념하기 위해 대학에는 진학하지 않았다. 2006년 《공명의 갈림길》으로 NHK 종합 대하드라마 첫 출연. 같은 해 가을에는, 과거 야쿠시마루 히로코가 주연 해 기록적인 대히트가 된 영화 「세라복과 기관총」의 리메이크가 되는 동명의 7월기 드라마 (TBS)로 민방 연속 드라마에 첫 주연을 완수한다. 또한, 동명의 주제가를 호시 이즈미(드라마에서의 역할의 이름) 명의로 CD 데뷔. 하지만 가수는 자신과 맞지 않다고 생각해 그 후로는 CD 발매를 하고 있지 않고 있다. 2006년 3월 〈오리콘 스타일〉에서 “가장 인기 있는 여배우” 1위로 선정되었으며, 2007년 〈플래시〉에서는 “일본의 가장 영향력 있는 인물” 9위에 선정되는 등 최고의 인기를 구가했다.
2007년 4월기  《프로포즈 대작전》(후지 TV)으로 게츠쿠 첫 출연 및 첫 주연(야마시타 토모히사와 공동 주연). 평균 시청률은 이 분기에서 유일한 15%를 넘어 최고 시청률 20% 이상을 기록했다(최종화). 같은 해 4월 8일부터 2012년 3월 25일까지 약 5년에 걸쳐 《나가사와 마사미 타이틀 미정(가제)》(닛폰 방송)의 레귤러 퍼스널리티를 담당.
2008년 4월기 《라스트 프렌즈》(후지 TV)에서 주연을 맡아 우에노 주리와 공연, 최고 시청률 22.8%을 기록했다. 출연작의 영화 《심호흡의 필요》, 《눈물이 주룩주룩》, 《군청:사랑이 물든 바다색》은 모두 오키나와를 배경으로 한 작품으로, 그 인연으로부터 2009년 6월 15일에 오키나와현으로부터 〈츄라시마 오키나와 대사〉로 임명되었다. 2010년 4월 5일 도쿄 킨시쵸에 롯데에서 일본에 처음으로 오픈하는 호텔인 〈롯데시티호텔 킨시쵸〉의 1일 총지배인으로 취임 되었다.
2011년 8월에는 도쿄 파르코 극장에서 행해진 모토야 유키코 극본·연출의 연극 《크레이지 허니》로 릴리 프랭키와 공동 주연을 맡아 첫 무대를 밟았다. 생애 처음으로 머리를 붉게 염색하는 등 이미지 변신을 선언하며 처음으로 연극에 도전하였다. 같은 해 9월 23일 공개된 영화 《모테키》에서는 그 동안의 청순 이미지에서 벗어나 데뷔이래 첫 섹시 이미지에 도전, 작품자체로도 화제를 불러 일으키면서 배우로써 한계단 더 도약하게 된 계기가 되었다. 완성 피로 회견에서 극 중 연기에 대해 “다리만이라든지 가슴만 비치는 장면이 있어, 몹시 부끄러웠다”고 말했다. 스튜디오 지브리의 《코쿠리코 언덕에서》(2011년작)에서 주인공 마츠자키 우미의 목소리를 담당. 2012년에는 제11회 뉴욕 아시아 영화제에서 향후 세계적인 활약이 기대되는 아시아의 젊은 스타에게 주어지는 스크린 인터내셔널 라이징 스타 아시아상을 수상하였다.
2013년에는 해외로도 활동 영역을 넓혀 나가, 《쇼콜라》(GTV)로 해외 드라마에 첫 도전. 전편 북경어로 대사를 소화해냈다. 이를 계기로 2014년 영화 《태평륜》에서는 중국 영화에 첫 출연. 제67회 칸 영화제에 프로모션 차 처음으로 참석했다.
2015년 출연작의  《바닷마을 diary》가 제68회 칸 영화제 경쟁부문에 정식 출품되어, 공식 상영회에 참석했다. 동년 제20회 부산 국제 영화제 〈아시아 캐스팅 마켓 2015〉에서 사토 타케루와 함께 캐스팅보드 일본 대표로 선출되었다.
2016년 《사나다마루》로 대하드라마에 7년 만에 출연. 주인공 사나다 노부시게 역을 연기한 사카이 마사토의 생애 전반의 파트너인 히로인 키리 역을 맡았다. 이 작품으로 《공명의 갈림길》(2006년), 《천지인》(2009년)에 이은 세 번의 대하드라마 출연이 된다.
2017년 영화 《산책하는 침략자》가 제70회 칸 영화제 주목할 만한 시선 부문에 정식 출품되었으나, 공식 상영에는 참석하지 않았다.
2018년 4월기 《컨피던스 맨 JP》(후지 TV)로 4년 만에 민방 연속 드라마 출연이자 5년 만에 주연. 게츠쿠 출연은 《SUMMER NUDE》 이후 5년 만, 주연은 《프로포즈 대작전》 이후 11년 만으로 단독 주연은 처음이다. 2019년 5월에는 《컨피던스 맨 JP -로맨스편-》의 제목으로 영화화되어 2020년 7월에는 제2탄이 되는 《컨피던스 맨 JP -프린세스편-》이 공개되었다.
2019년 출연작의 《킹덤》에서 양단화를 연기해 제43회 일본 아카데미상에서 최우수 여우조연상을 수상. 최우수 수상은 《세상의 중심에서 사랑을 외치다》 이후 16년 만의 자신의 두 번째 수상이 된다.
2020년에 공개된 주연 영화 《마더》에서 세상과 단절된 삶을 살아가는 주인공 미스미 아키코 역을 연기, 제44회 일본 아카데미상과 제63회 블루리본상 최우수 여우주연상 등을 수상했다.

## 인물
- 신장：T169cm. 신체사이즈：B84cm, W57cm, H83cm.[24]

- 가족 구성은 아버지와 어머니, 형제로는 2살 위의 오빠가 있다.[25]

- 외형적으로는 어머니와 비슷하고, 안경을 착용하면 더욱 닮아 있다고 한다. “가장 존경하는 사람은 엄마로, 엄마에게서 배울 점이 많다”라고 인터뷰 때 말하고 있다.

- 아버지·나가사와 카즈아키는 전 축구 일본 대표 미드필더(MF)로, 주빌로 이와타의 초대 감독이기도 하다. 현재는 하마마츠 대학 축구부 감독. 아버지의 친구인 콘사도레 삿포로의 이시자키 노부히로 감독 일가와는 가족 모두가 친교가 깊고, 여배우가 되고 나서도 자주 식사를 같이 하는 것도 많다.[26] 또한 아버지의 제자인 나카야마 마사시와는 나가사와도 안면이 있다.[주 7] 2006년에는 아버지가 감독으로 있던 토키와학원 타치바나 고등학교의 축구부가 제84회 전국 고등학교 축구선수권 대회에 첫출장했을 때, 나가사와가 축구부원에게 직접 축하 메시지를 보내기도 했다.

### 기호·교우 관계
- 동경의 여배우는 마츠 타카코와[27] 미야자키 아오이로, 미야자와에 대해서는 “학창 시절에 미야자키 씨의 작품을 많이 보고 있었고, 가지고 있는 분위기가 다른 여배우와 색다른 곳에 굉장히 끌립니다”라고 동년배임에도 존경의 눈빛을 보냈다.[28]

- 좋아하는 영화는 《조제, 호랑이 그리고 물고기들》,[29] 좋아하는 아티스트는 SPEED, YUI, BUMP OF CHICKEN, 오자키 유타카, RADWIMPS,[주 8] 스키마스위치,[주 9] Cocco이다.[주 10] 특히 스키마스위치와 대면하고 옛 노래도 듣고 있다고 말했다. 영화 《러프 ROUGH》의 주제가를 부른 〈스키마스위치 학생 라이브 직전 시사회〉에서는 시크릿 게스트로 등장. 무대에서 직접 라이브를 듣고 감격해 스키마스위치에 만나자 마자 “사랑해요!”를 연발했다.

- 자신의 키가 큰 것을 싫어해, 출연하고 있던 라디오 방송을 통해 “갖고 싶은 것은?”이라고 하는 질문에 대해 〈작은 키!〉라고 말했던 적이 있다. 성격은 많은 사람이 있는 곳에선 별로 이야기를 하지 않는다.

- 미즈카와 아사미의 영향으로 애니메이션 〈신세기 에반게리온〉을 좋아한다.[주 11][30]

- 친한 친구로는 여배우는 아소 쿠미코,[주 11] 에이쿠라 나나,[주 12] 코이즈미 쿄코,[주 13] 시바사키 코우,[주 14][주 15] 스도 아츠코,[주 16] 미즈카와 아사미,[주 17] 스즈키 안, 타케이 에미, 아리무라 카스미.[주 18] 그 중에서도 고교 3년간 동급생이었던 스즈키 안은, “영원한 친구”라고 밝히면서, “안이 노력하는 모습을 보면 나도 노력하려고 생각하게 되는 소중한 친구”라고 말하고 있다. 또한 영화 《바닷마을 다이어리》에서 공연한 아야세 하루카와도 사이가 좋고, 아야세에게는 마사루 상(まさるちゃん)이라고 불리고 있다.[31] 《바닷마을 다이어리》에서 네 자매를 연기한 아야세, 카호, 히로세 스즈와는 매년 교류가 계속되고 있다.[32]

## 출연 작품
역할의 굵은 표시는 주연 작품

### 영화
| 개봉일자               | 제목                                  | 역할                     | 배급사                                       | 비고            |
| ---------------------- | ------------------------------------- | ------------------------ | -------------------------------------------- | --------------- |
| 2000년 6월 10일        | 크로스 파이어                         | 쿠라타 카오리            | 도호                                         | 데뷔작          |
| 2002년 9월 28일        | 마지막 눈                             | 미츠다 카호              | 다이에이                                     |                 |
| 2003년 1월 18일        | 환생                                  | 모리시타 나오미          | 도호                                         |                 |
| 2003년 9월 13일        | 로보콘                                | 하사와 사토미            | 도호                                         |                 |
| 2003년 11월 8일        | 아수라의 고토쿠                       | 사토미 요코              | 도호                                         |                 |
| 2003년 12월 13일       | 고질라×모스라×메카고지라 도쿄 SOS     | 소미인 (마나)            | 도호                                         |                 |
| 2004년 5월 8일         | 세상의 중심에서 사랑을 외치다         | 히로세 아키 (히로인)     | 도호                                         |                 |
| 2004년 5월 29일        | 심호흡의 필요                         | 도이 카나코              | 쇼치쿠                                       |                 |
| 2004년 12월 4일        | 고질라 FINAL WARS                     | 소미인 (마나)            | 도호                                         |                 |
| 2005년 9월 10일        | 터치                                  | 아사쿠라 미나미          | 도호                                         |                 |
| 2006년 8월 26일        | 러프                                  | 니노미야 아미            | 도호                                         |                 |
| 2006년 9월 30일        | 눈물이 주룩주룩                       | 아라가키 카오루          | 도호                                         |                 |
| 2007년 6월 2일         | 그때는 그에게 안부 전해줘             | 타키카와 카린            | 도호                                         |                 |
| 2008년 5월 10일        | 숨은 요새의 세 악인 THE LAST PRINCESS | 유키히메 (히로인)        | 도호                                         |                 |
| 2009년 6월 27일        | 군청: 사랑이 물든 바다색              | 나카무라 료코            | 20세기 폭스                                  |                 |
| 2009년 11월 21일       | 구부러져라! 스푼                      | 사쿠라이 요네            | 도호                                         |                 |
| 2010년 4월 24일        | 눈부신 태양: 바다와 산호와 작은 기적  | 츄라시마 오키나와 대사   | 쇼게이트                                     | 우정 출연       |
| 2011년 5월 7일         | 산                                    | 시이나 쿠미 (히로인)     | 도호                                         |                 |
| 2011년 6월 11일        | 진짜로 일어날지도 몰라 기적           | 미무라 요시아키          | 가가                                         |                 |
| 2011년 6월 11일        | 겨울의 날                             | 리사                     | 코 페스타 PAO                                | 단편 영화       |
| 2011년 9월 23일        | 모테키                                | 마츠오 미유키 (히로인)   | 도호                                         |                 |
| 2012년 2월 4일         | 일본열도 동물들의 이야기              | 내레이션                 | 도호                                         | 다큐멘터리 영화 |
| 2013년 3월 23일        | 우리의 교환일기                       | 신타니 쿠미              | 쇼게이트                                     |                 |
| 2013년 10월 26일       | 깨끗하고 연약한                       | 세토 칸나                | 도호                                         |                 |
| 2014년 5월 10일        | 우드잡                                | 이시이 나오키 (히로인)   | 도호                                         |                 |
| 2014년 12월·2015년 7월 | 태평륜 전편·후편                      | 시무라 마사코            | 파노라마 미디어                              | 중국 영화       |
| 2015년 6월 13일        | 바닷마을 다이어리                     | 코다 요시노              | 도호 / 가가                                  | [ 33 ]          |
| 2016년 4월 23일        | 아이 엠 어 히어로                     | 야부 (오다 츠구미)       | 도호                                         | [ 34 ]          |
| 2016년 10월 8일        | 굿모닝 쇼                             | 오가와 케이코 (히로인)   | 도호                                         | [ 35 ]          |
| 2016년 10월 22일       | 금메달 남자                           | 사노 선생님              | 쇼게이트                                     | [ 36 ]          |
| 2017년 5월 6일         | 추억                                  | 시카타 미나코            | 도호                                         | [ 37 ]          |
| 2017년 7월 14일        | 은혼                                  | 시무라 타에              | 워너 브라더스 영화                           | [ 38 ]          |
| 2017년 9월 9일         | 산책하는 침략자                       | 카세 나루미              | 쇼치쿠 / 닛카쓰                              | [ 39 ]          |
| 2018년 1월 20일        | 거짓말을 사랑하는 여자                | 카와하라 유카리          | 도호                                         | [ 40 ]          |
| 2018년 6월 1일         | 첫 키스만 50번째                      | 후지시마 루이            | 소니 픽처스 엔터테인먼트                     | [ 41 ]          |
| 2018년 8월 17일        | 은혼 2: 규칙은 깨라고 있는 것         | 시무라 타에              | 워너 브라더스 영화                           |                 |
| 2018년 7월 20일        | 블리치                                | 쿠로사키 마사키          | 워너 브라더스 영화                           | 특별 출연       |
| 2019년 1월 18일        | 매스커레이드 호텔                     | 야마기시 나오미 (히로인) | 도호                                         | [ 43 ]          |
| 2019년 4월 19일        | 킹덤                                  | 양단화                   | 도호 / 소니 픽처스 엔터테인먼트              | [ 44 ]          |
| 2019년 5월 17일        | 컨피던스 맨 JP -로맨스편-             | 다코                     | 도호                                         | [ 45 ]          |
| 2020년 7월 3일         | 마더                                  | 미스미 아키코            | 스타 샌즈 / KADOKAWA                         | [ 46 ]          |
| 2020년 7월 23일        | 컨피던스 맨 JP -프린세스편-           | 다코                     | 도호                                         |                 |
| 2021년 2월 11일        | 멋진 세계                             | 요시자와 하루카          | 워너 브라더스 영화                           | [ 47 ]          |
| 2021년 2월 12일        | 나는 차이나타운 명탐정3               | 코바야시 안나            | 완다 미디어 / 상하이 아시아 영화 문화 미디어 | 중국 영화       |
| 2021년 9월 17일        | 매스커레이드 나이트                   | 야마기시 나오미 (히로인) | 도호                                         | [ 48 ]          |
| 2022년 1월 14일        | 컨피던스 맨 JP -영웅편-               | 다코                     | 도호                                         |                 |
| 2022년 5월 13일        | 신 울트라맨                           | 아사미 히로코 (히로인)   | 도호                                         | [ 49 ]          |
| 2022년 9월 9일         | 백화                                  | 카사이 카오리            | 도호 / 가가                                  |                 |
| 2023년 3월 18일        | 신 가면라이더                         | 전갈 오그                | 도에이                                       | 특별 출연       |
| 2023년 3월 24일        | 로스트 케어                           | 오토모 히데미 (히로인)   | 닛카쓰 / 도쿄 테아토르                       | [ 50 ]          |
| 2023년 7월 28일        | 킹덤3: 운명의 불꽃                    | 양단화                   | 도호 / 소니 픽처스 엔터테인먼트              |                 |
| 2024년 2월 29일        | 퍼레이드                              | 미나코                   | 넷플릭스                                     |                 |
| 2024년 3월 22일        | 4월이 되면 그녀는                     | 사카모토 야요이 (히로인) | 도호                                         |                 |
| 2024년 7월 12일        | 킹덤4: 대장군의 귀환                  | 양단화                   | 도호 / 소니 픽처스 엔터테인먼트              |                 |
| 2024년 9월 13일        | 스오미의 이야기를 하자                | 스오미                   | 도호                                         |                 |
| 2025년 6월 13일        | 돌 하우스                             | 스즈키 요시에            | 도호                                         |                 |
| 2025년 10월 17일       | 오-이, 오이                           | 카츠시카 오이            | 도쿄 테아토르 / 요아케                       |                 |

### 텔레비전 드라마
| 방송일자                          | 제목                                                                    | 역할                                                                | 방송사                   | 비고            |
| --------------------------------- | ----------------------------------------------------------------------- | ------------------------------------------------------------------- | ------------------------ | --------------- |
| 2000년 12월 11일                  | 월요일 드라마 스페셜 - 변호사·사코 마리코의 유언 작성 파일3 〈비밀〉    | 사에구사 미호                                                       | TBS                      | 단편            |
| 2001년 4월 9일 ~ 6월 25일         | Pure Soul~네가 나를 잊어도                                              | 세타 엔                                                             | NTV                      |                 |
| 2002년 4월 1일 ~ 9월 28일         | 연속 TV 소설 〈사쿠라〉                                                 | 누마타 카나코                                                       | NHK 종합                 |                 |
| 2004년 2월 7일                    | 정말로 있었던 무서운 이야기 〈뒤의 여자〉                               | 모리모토 마유                                                       | 후지 TV                  | 단편            |
| 2004년 7월 17일                   | 토요일 와이드 극장 〈살인스턴트〉                                       | 타카미자와 히토미                                                   | TV 아사히                | 단편            |
| 2004년 7월 18일 ~ 9월 26일        | 도망자 RUNAWAY                                                          | 오니즈카 사키                                                       | TBS                      |                 |
| 2005년 1월 13일 ~ 3월 24일        | 상냥한 시간                                                             | 미나가와 아즈사                                                     | 후지 TV                  |                 |
| 2005년 7월 8일 ~ 9월 16일         | 드래곤 사쿠라                                                           | 미즈노 나오미                                                       | TBS                      |                 |
| 2005년 8월 29일                   | TBS 개국 50주년 기념 기획 〈히로시마 쇼와20년 8월 6일〉                 | 야지마 마키                                                         | TBS                      | 단편            |
| 2006년 1월 8일 ~ 12월 10일        | 대하드라마 〈공명의 갈림길〉                                            | 코린                                                                | NHK 종합                 |                 |
| 2006년 10월 13일 ~ 11월 24일      | 세라복과 기관총                                                         | 호시 이즈미                                                         | TBS                      |                 |
| 2007년 1월 3일                    | 신춘 특집극 〈아케치 미츠히데~신에게 사랑 받지 못한 남자〉              | 히로코 (히로인)                                                     | 후지 TV                  | 단편            |
| 2007년 3월 3일                    | 아지노모토 프레젠트 드라마 스페셜 〈엄마가 요리를 하는 이유〉           | 코다 미유키                                                         | 후지 TV                  | 단편, 특별 출연 |
| 2007년 4월 7일                    | 세익스피어 드라마 스페셜 〈로미오와 줄리엣~엇갈림〉                     | 키히라 주리                                                         | NTV                      | 단편            |
| 2007년 4월 16일 ~ 6월 25일        | 프로포즈 대작전                                                         | 요시다 레이                                                         | 후지 TV                  |                 |
| 2007년 10월 5일 ~ 6일             | 갠지스강에서 버터플라이                                                 | 타카노 테루코                                                       | TV 아사히·나고야 TV 제작 | 단편            |
| 2007년 10월 14일 ~ 12월 16일      | 스무살의 연인                                                           | 사와다 유리                                                         | TBS                      |                 |
| 2008년 3월 25일                   | 프로포즈 대작전 신춘 스페셜                                             | 요시다 레이                                                         | 후지 TV                  | 단편            |
| 2008년 4월 10일 ~ 6월 19일        | 라스트 프렌즈                                                           | 아이다 미치루                                                       | 후지 TV                  | [ 주 30 ]       |
| 2008년 10월 4일                   | 토요 프리미엄 〈갈릴레오 제로〉                                         | 시오노야 아카리                                                     | 후지 TV                  | 단편            |
| 2008년 10월 31일                  | 후지코 F 후지오의 패러렐 스페이스 제1화 〈값매기는 카메라〉             | 마츠코                                                              | WOWOW                    | 단편            |
| 2009년 1월 4일 ~ 11월 22일        | 대하드라마 〈천지인〉                                                   | 하츠네                                                              | NHK 종합                 |                 |
| 2009년 1월 12일                   | 신춘 특집극 〈그런가, 더 이상 너는 없는 것인가〉                        | 젋은 시절의 아내 요코                                               | TBS                      | 단편            |
| 2009년 4월 19일 ~ 6월 28일        | 나의 여동생                                                             | 에가미 사야                                                         | TBS                      |                 |
| 2009년 6월 19일                   | 아버지의 날 드라마 스페셜(금요 프리 스테이지) 〈아버지의 가장 긴 하루〉 | 스미다 치하루                                                       | 후지 TV                  | 단편            |
| 2010년 3월 1일 ~ 4일              | 4밤 연속 옴니버스 드라마 〈졸업 노래〉                                  | 타치바나 히토미                                                     | 후지 TV                  | 단편            |
| 2010년 4월 9일 ~ 11일             | 후지 TV 개국 50주년 기념 드라마 〈우리 집의 역사〉                      | 이치노세 유카리                                                     | 후지 TV                  | 단편            |
| 2010년 7월 8일 ~ 9월 16일         | GOLD                                                                    | 니이쿠라 리카                                                       | 후지 TV                  |                 |
| 2011년 3월 21일                   | 파나소닉 드라마 스페셜 〈옥상이 있는 아파트〉                           | 카츠라기 아사코                                                     | TBS                      | 단편            |
| 2011년 4월 17일                   | 우나기 파이 드라마 스페셜 〈누구보다 너를 사랑해!〉                     | 사쿠마 하나코                                                       | 후지 TV·TV 시즈오카 제작 | 단편            |
| 2011년 4월 21일 ~ 5월 5일·8월 5일 | 드라마 스페셜 - 탐정 X 로부터의 도전장! Season 3, SP판                  | 에도가와 란코 (네비게이터)                                          | NHK 종합                 | SP판            |
| 2012년 2월 12일 ~ 3월 11일        | 분신                                                                    | 우지이에 마리코 / 코바야시 후타바, 타카시로 (아베) 아키코 (1인 3역) | WOWOW                    |                 |
| 2012년 4월 13일 ~ 6월 8일         | 도시 전설의 여자 시즌1                                                  | 오토나시 츠키코                                                     | TV 아사히                |                 |
| 2012년 8월 16일                   | 히가시노 게이고 미스테리즈 - 제6화 〈제스처 게임이 가득〉               | 아오야마 야오이                                                     | 후지 TV                  | 단편            |
| 2012년 10월 6일 ~ 12월 29일       | 고교입시                                                                | 하루야마 쿄코                                                       | 후지 TV                  |                 |
| 2012년 12월 8일                   | 토요 프리미엄 : 대형 미스테리 특별 기획 〈재회〉                        | 마츠모토 히로미                                                     | 후지 TV                  | 단편            |
| 2013년 4월 5일 ~ 6일              | 2밤 연속 드라마 스페셜 〈여자 노부나가〉                                | 오이치                                                              | 후지 TV                  | 단편            |
| 2013년 7월                        | 쇼콜라                                                                  | 타츠미 치야코                                                       | GTV                      | 타이완 드라마   |
| 2013년 7월 8일 ~ 9월 16일         | SUMMER NUDE                                                             | 이치쿠라 카스미                                                     | 후지 TV                  | 우정 출연       |
| 2013년 10월 11일 ~ 11월 22일      | 도시 전설의 여자 2                                                      | 오토나시 츠키코                                                     | TV 아사히                |                 |
| 2014년 7월 9일 ~ 9월 14일         | 젊은이들 2014                                                           | 야시로 타카코                                                       | 후지 TV                  |                 |
| 2016년 1월 10일 ~ 12월 18일       | 대하드라마 〈사나다마루〉                                               | 키리 (히로인)                                                       | NHK 종합                 |                 |
| 2017년 1월 3일                    | 신춘 특집극 〈너에게 바치는 엠블럼〉                                    | 나카가와 (타카조) 미키 (히로인)                                     | 후지 TV                  | 단편            |
| 2017년 3월 4일, 11일              | 야마다 타카유키의 칸 영화제 제9화·제10화                                | 내레이션·본인                                                       | TV 도쿄                  | 우정 출연       |
| 2018년 4월 9일 ~ 6월 11일         | 컨피던스 맨 JP                                                          | 다코                                                                | 후지 TV                  | [ 54 ]          |
| 2019년 5월 18일                   | 컨피던스 맨 JP 운세편                                                   | 다코                                                                | 후지 TV                  | [ 55 ]          |
| 2021년 4월 25일 ~ 6월 27일        | 드래곤 사쿠라 2                                                         | 미즈노 나오미 (히로인)                                              | TBS                      |                 |
| 2022년 1월 19일 ~                 | 대하드라마 〈가마쿠라도노의 13인〉                                      | 이야기                                                              | NHK 종합                 | 내레이션        |
| 2022년 10월 24일 ~ 12월 26일      | 엘피스 -희망, 혹은 재앙-                                                | 아사카와 에나                                                       | 후지 TV, 간사이 TV       |                 |
| 2023년 3월 25일                   | 마츠오 스즈키와 30분 강한 여배우                                        | 본인                                                                | WOWOW                    |                 |

### 무대
| 공연일자                                                                             | 제목                                      | 역할               | 공연장소 | 비고                     |
| ------------------------------------------------------------------------------------ | ----------------------------------------- | ------------------ | --- | ------------------------ |
| 2011년 8월 5일 ~ 8월 28일                                                            | 연극 〈크레이지 허니〉                    | 히로미 유우키      | 도쿄 파르코 극장 | 작·연출: 모토야 유키코   |
| 2013년 11월 8일 ~ 11월 24일                                                          | 연극 〈Like Dorothy 라이크 도로시〉       | 도로시             | 도쿄 혼다 극장 | 작·연출: 쿠라모치 유타카 |
| 2014년 11월 1일 ~ 11월 30일·12월 10일 ~ 12월 21일                                    | 연극 〈무라사키 시키부 일기〉             | 무라사키 시키부    | 도쿄 파르코 극장 외 나고야, 후쿠오카, 오사카, 마츠모토, 히로시마                                                      | 작·연출: 미타니 코키     |
| 2017년 1월 ~ 3월                                                                     | 브로드웨이 뮤지컬 〈캬바레〉              | 샐리 볼스          | 도쿄 EX THEATER ROPPONGI 외 요코하마, 오사카, 센다이, 아이치, 후쿠오카                                                | 일본판                   |
| 2018년 11월 9일 ~ 12월 31일                                                          | 뮤지컬 메탈 멕베스 〈DISC 3〉             | 랜덤스타 부인/로즈 | IHI Stage Around Tokyo                                                                                                | 작·연출: 쿠도 칸쿠로     |
| 2020년 5월 <예정>                                                                    | 연극 〈걸스 & 보이스〉                    | 주연 (일인극)      | 도쿄 신국립 극장 | 공연 중단                |
| 2020년 10월 24일 ~ 11월 23일                                                         | 뮤지컬 〈후리문 시스터즈〉                | 타마키 치히로      | Bunkamura 극장 코쿤                                                                                                   | 작·연출: 마츠오 스즈키   |
| 2021년 11월 1일 ~ 12월 12일·12월 16일 ~ 12월 26일                                    | 연극 〈THE BEE〉(4인극)                   | 오고 료의 아내     | 도쿄 예술 극장 시어터 이스트 / 오사카 나렛지 시어터                                                                   | 작·연출: 노다 히데키     |
| 2024년 7월 11일 ~ 8월 25일·9월 5일 ~ 11일·9월 19일 ~ 10월 10일·10월 31일 ~ 11월 2일  | NODA·MAP <정삼각 관계>                    | 성직자의 삼남      | 도쿄 메트로폴리탄 극장 극장 / J:COM 키타큐슈 예술 극장 메인 홀 / 스카이 극장 MBS / 런던 새들러스 웰스 극장            | 작·연출: 노다 히데키     |
| 2025년 4월 10일 ~ 5월 4일·2025년 5월 10일 ~ 5월 19일·2025년 5월 25일·2025년 5월 31일 | Bunkamura Production 2025 〈춤추는 부부〉 | 키누               | THEATER MILANO-Za / 모리노미야 피로티홀 /류토피아 니가타 시민 예술 문화 회관 / 산토 뮤제 우에다시 교류 문화 예술 센터 | 작·연출: 호라이 류타     |

### 애니메이션
| 개봉/방송일자    | 제목                                 | 역할                   | 배급사/방송사        | 비고                                |
| ---------------- | ------------------------------------ | ---------------------- | -------------------- | ----------------------------------- |
| 2008년 8월 8일   | 디트로이트 메탈 시티                 | 아이카와 유리 (히로인) | 빈칸                 | 오리지널 비디오 애니메이션          |
| 2008년 10월 4일  | 작은 벽돌로 쌓은 집                  | 내레이션               | 도호                 | 단편 애니메이션                     |
| 2011년 7월 16일  | 코쿠리코 언덕에서                    | 마츠자키 우미          | 도호                 | 극장판 애니메이션                   |
| 2015년 12월 19일 | 요괴워치 엔마대왕과 5개의 이야기다냥 | 에미짱                 | 도호                 | 극장판 애니메이션                   |
| 2016년 8월 26일  | 너의 이름은.                         | 오쿠데라 미키          | 도호                 | 극장판 애니메이션                   |
| 2017년 3월 7일   | 씽                                   | 애쉬 (일본판)          | 유니버설 픽처스      | 미국 장편 애니메이션, 일본어판 더빙 |
| 2018년 3월 3일   | 극장판 도라에몽: 진구의 보물섬       | 피오나                 | 도호                 | 극장판 애니메이션                   |
| 2022년 3월 18일  | 씽2게더                              | 애쉬 (일본판)          | 유니버설 픽처스      | 미국 장편 애니메이션, 일본어판 더빙 |
| 2022년 3월 24일  | 카미우사기 로페                      | 애쉬                   | ROBOT, TOHO 시네마즈 | GiftMovie 프로젝트 제1탄            |

### 게임
- 니노쿠니 (2010년 12월 9일, 닌텐도 DS) - 마루 (히로인) 역

### WEB·전달 드라마·무비
- OCN Talking Japan 제46화 게스트 (2006년) - 스즈키 이치로와 대담
- SEED 2weekpure 오리지널 넷 무비 〈퓨어〉 (2006년 10월) ※연출: 유키사다 이사오
- NTT 서일본 Web 무비 〈아소무비 행운 탐정 후렛츠 히카리의 사건부〉 (2007년 1월 23일 ~ 3월 28일) - 웨이트리스 역[66] ※연출: 모리야 켄타로·각본: 츠치야 료이치·주제가: 스키마 스위치 〈너의 요일 (君曜日)〉
- 칼피스 Web 무비 〈나의 가장 더웠던 여름〉 완전판 (2007년) - 이케마츠 소스케와 공동 출연
- Folli Follie 오리지널 넷 무비 〈Folli Follie Japan Presents 『A Day with Masami Nagasawa』 Directed by Mika Ninagawa〉 (2014년 11월) ※연출: 니나가와 미카[67]
- 아이 엠 어 히어로 시작의 날 (2016년 4월 ~ , dTV) - 야부 (오다 츠구미) 역[주 43]

## 그 외 출연

### 교양·다큐멘터리
- 특별프로 기획 〈슈퍼 라이브 BUMP OF CHICKEN present from you〉 (2008년 7월 25일, 8월 9일, NHK BS-hi·NHK-BS2) - 프로그램 내레이터
- 숲과 생명의 영향 ~오이세상과 모아이의 섬~ (2008년 12월 7일, 도카이 TV 제작, 후지 TV 계열) - 프로그램 내레이터
- 여자 자전거 두 사람 여행 in 하와이 2명의 빅 아일랜드 (2009년 12월 29일, NHK) - 나가사와 마사미×미즈카와 아사미의 기행 프로그램
  - 여자 자전거 두 사람 여행 완전판 하와이 2명의 빅 아일랜드 (2010년 3월 3일, NHK BS-hi)
- 나무늘보의 권유 ~내가 나무에서 내리는 단 하나의 이유~ (2011년 1월 3일, MBS) - 프로그램 내레이터
- 내일로 ~의지해가자~고레에다 히로카즈 감독×여고생~지진 3년 후쿠시마을 그리다~ (2014년 5월 4일, 7월 27일, NHK 종합) - 프로그램 내레이터

### 버라이어티
- NHK 홍백가합전 (NHK 종합)
  - 제56회 심사위원 (2005년 12월 31일)
  - 제66회 심사위원 (2015년 12월 31일)
- 나가사와 마사미 TV (2020년 1월 22일, NHK BS 프리미엄)[68]
- 제64회 일본 아카데미상 (2022년 3월 11일, TBS) - 종합사회 (하토리 신이치 아나운서와 공동 진행)

### 라디오
- 나가사와 마사미의 올 나이트 닛폰 R (2005년 2월 18일, 닛폰 방송) - 퍼스널리티
- 나가사와 마사미의 올 나이트 닛폰 (2006년 10월 16일, 2009년 1월 1일, 닛폰 방송) - 퍼스널리티
- 나가사와 마사미 타이틀 미정(가제) (2007년 4월 8일 ~ 2009년 3월 29일, 매주 일요일 22:00 - 22:30 방송, 닛폰 방송) - 레귤러 퍼스널리티
- 나가사와 마사미 Sweet Hertz (2009년 4월 5일 ~ 2012년 3월 25일, 매주 일요일 22:00 - 22:30 방송, 닛폰 방송) - 레귤러 퍼스널리티[주 5]
- 제35회 라디오 자선 뮤직 손 (2009년 12월 25일, 닛폰 방송) - 특별 파트너
- 오구리 슌과 나가사와 마사미의 올 나이트 닛폰 영화 〈산〉 공개 직전 스페셜 (2011년 5월 4일, 닛폰 방송) - W 퍼스널리티
- 닛폰방송·롯데 어린이날 특집 방송 기분 연결 프로젝트 〈기분이 연결되는 라디오〉 (2011년 5월 5일, 닛폰 방송) - 사사키 노조미, 타케이 에미와 공동 퍼스널리티
- 나가사와 마사미의 올 나이트 닛폰 GOLD ~영화 〈컨피던스 맨 JP -프린세스편-〉 스페셜~ (2020년 7월 28일, 닛폰 방송) - 퍼스널리티

### PV
- 언더 그래프 〈츠바사 (ツバサ)〉 (2004년)
- DREAMS COME TRUE 〈오늘만은 (日だけは)〉 (2006년)
- 삼보 마스터 〈러브송 (ラブソング)〉 (2009년)
- DEEP 〈흰 머플러 (白いマフラー)〉 (2011년)
- androp 〈End roll〉 (2012년) - 쿠마자와 나오토 감독이 연출한 단편 영화.[69]
- Vaundy 〈Todome's Blow〉 feat. CoryWong (2023년)

### 광고(CM)
기업 브랜드의 굵은 글씨 표시는 현재 출연 광고
- 내각부 정부 〈청소년 건전 육성 캠페인 공익 광고〉 (2001년 3월)
- 시즈오카 은행 (2001년)
- 야마자키 나비스코 〈잼 크레페 쿠키〉 (2002년 3월)
- 석유 팬히타 〈코로나〉 (2002년 10월)
- NHK-BS 〈하이비전 수신료 캠페인〉 (2002년)
- 일본 전기 사업 연합회 (2003년 9월)
- 일본전신전화
  - NTT 동일본 B후렛트 〈심야에 영화를 보는 남매〉편 (2004년 11월) - 기무라 타쿠야와 공동 출연
  - NTT 서일본 〈후렛트 히카리 프리미엄〉 (2005년 3월 ~ 2010년 2월) - 스즈키 이치로와 공동 출연[70]
  - NTT 동일본 기업 광고 〈N에 맡겨!〉 (2024년 3월 ~ )
- 포 라이프 뮤직 엔터테인먼트 언더 그래프 〈츠바사〉 싱글 CM (2004년)
- SEED
  - 2weekpure (2005년 3월 ~ 2009년)
  - SEED 1dayPure (2009년)
- 칼피스(現 아사히 음료)[주 44] (2005년 ~ )
  - 칼피스 워터 (2005년 3월 ~ 2009년 2월, 2011년 4월) - 2007년 이케마츠 소스케, 2008년 아사쿠라 아키, 2011년도는 카와시마 우미카와 공동 출연
  - 마시는 사과 식초 & 칼피스 (2006년 6월)
  - 칼피스 칼피스 오리지널 원액, 칼피스 당질 60% 오프 (2007년 ~ )[주 45]
  - 더 프리미엄 칼피스 (2007년 ~ )
  - 로얄밀크 칼피스 (2009년 5월 ~ )[71]
  - 칼피스 워터 제로 (2012년 5월)
  - 칼피스 브랜드 100주년 (2019년 2월) - 다케노우치 유타카, 나가노 메이와 공동 출연
  - 칼피스 Light Blue (2021년 4월)
  - 칼피스 THE RICH (2022년 3월 ~ )
  - 칼피스 소다 (2022년 3월 ~ )
  - 칼피스 Water (2022년 5월 ~ )
  - PLUS 칼피스 (2024년 3월 ~ )
- 소니 뮤직 레코드 YUKI 〈기쁨의 종〉 전18 패턴 싱글 CM (2005년 8월) - 주연 영화 《터치》 주제가
- 엡손
  - 엡손 【기업CM】 (2005년 9월 ~ 2008년 8월)
  - 컬러 리오 (2005년 9월 ~ 2008년 8월) - 후지무라 슌지,  타카하시 카츠미와 공동 출연[72]
  - 신컬러 리오 프린터 (2007년 9월 ~ 2008년 8월)
  - dreamio (2007년 9월 ~ 2008년 8월)
- 일본위성방송 (現 WOWOW) 〈WOWOW〉 (2005년 9월) - 아카시야 산마와 공동 출연
  - WOWOW (2015년 10월 ~ 2016년) - 니시지마 히데토시, 피에르 타키와 공동 출연[73]
- 시즈오카현 선거관리위원회 중의원 선거 투표 PR (2005년) - 이토 히데아키와 공동 출연
- KOSE
  - 살롱 스타일 나노 차지 샴푸·헤어 메이크 왁스 (2005년 ~ 2006년)
  - RESOA (2007년)
  - 준키스이 (2008년)
  - 세키스이·집중 보습 마스크 (2009년)
- 롯데
  - 노도아메 (2004년 10월 ~ 2007년)
  - 가나 밀크 초콜릿 (2006년 5월 ~ 2013년) - 모리사코 에이, 에이쿠라 나나, 타케이 에미 외 다수 공동 출연
  - 아이스 와노시즈쿠 (2007년 5월)
  - 스팟슈 〈신인〉편 (2008년 10월) - 후루타 아라타, 야지마 미용실과 공동 출연
  - 롯데 【기업CM】 (2011년)
  - pucoo·그레이프프루트 (2013년 3월) - 오오시마 미유키(모리산츄)와 공동 출연[74]
  - 프티쓰리·쇼콜라슈 (2014년 4월) - 타카하시 모리와 공동 출연[75]
  - ONE TAB 〈깃찌기찌〉편 (2014년 11월)
  - 젤라또 마이스터·후란보와-즈 (2015년 5월)[76]
  - 핏츠 〈Fit's × 바닷마을 diary〉편 (2015년 6월) - 히로세 스즈와 공동 출연[77]
- 에스에스 제약
  - 에스탁크니스캐프 12 (2006년)
  - HYTHIOL-C plus (2011년 4월 ~ 2012년 3월)[78]
- 아지노모토 〈쿠노르 컵스프〉 (2006년 10월 ~ 2008년) - 오구리 슌과 공동 출연[79]
- 도호 시네마즈 〈산스트리트 하마키타〉 오픈 고지 PR (2007년 6월) - 오프닝 이미지 캐릭터[80]
  - TOHO 시네마즈 「니혼바시」 (2014년) - 오프닝 이미지 캐릭터
- 일본 국민연금기금 연합회 〈국민연금〉 캠페인 (2007년 ~ 2010년) - 이미지 캐릭터 (전임 여자 프로 골퍼 미야자토 아이의 후임)
- 다이하츠 자동차 〈탄트카스탐〉 (2008년 1월 ~ 12월) - 이토 히데아키와 공동 출연
- JR서일본 (2008년 ~ 2014년)
  - 비즈니스 응원 새로운 다이아몬드!
  - J-WEST 카드(익스프레스 예약)
- 도호 예능 〈제7회 도호 신데렐라 오디션〉 홍보 PR (2010년)
  - 도호 예능 〈제8회 도호 신데렐라 오디션〉 홍보 PR (2016년)
- 온워드 가시야마 〈쿠미쿄쿠〉 (2010년 8월 ~ 2011년 7월)
- JP 유초 은행 - 사토 타케루, 사쿠라바 나나미, 쇼후쿠테이 츠루베 등과 공동 출연
  - 일본 전국, 우편 저금 가족 (2010년 ~ 2015년 12월)
  - 유초 은행 거리 잇쵸메의 사람들 (2015년 3월 ~ 12월)
- rhythm zone DEEP 〈흰 머플러〉 싱글 CM (2011년)
- JKA 경륜 〈KEIRIN〉 (2011년 4월 ~ 2014년) - 오다기리 죠, 오오모리 나오와 공동 출연 (2011년 ~ 2012년), 하쿠호 쇼와 공동 출연 (2013년 ~ 2014년)[81]
- 파르코 백화점 〈파르코 × 모테키 『여름 바겐세일』〉 (2011년 6월) - 영화 《모테키》 출연진과 공동 출연[82]
- 재팬 게이트웨이 〈레부르 논실리콘 샴푸〉 (2012년 3월 ~ 2015년 2월) - 2012년에는 츠치야 안나, 캬리 파뮤파뮤와, 2013년부터 2015년까지 이시하라 사토미, 에이쿠라 나나, 토다 에리카와 공동 출연[83][84]
- 산네이 인터내셔널 〈네츄럴 뷰티 베이직〉 (2012년 4월 ~ 2013년 3월)[85]
- 유캔 (2013년 1월 ~ 12월) - 오카다 마사키, 유즈 등과 공동 출연[86]
- 알파 로메오 오토모바일 〈I WANT ALFA ROMEO〉 (2014년 4월 ~ 2015년 3월)[87]
- 아다스트리아
  - SPA 브랜드 〈GLOBAL WORK〉 (2014년 5월 ~ 2015년 4월) - 오사와 타카오와 공동 출연[88]
  - LOWRYS FARM (2018년 8월 ~ 2022년) - 카호와 공동 출연
- 가네보
  - COFFRET D'OR(코후레도르) (2015년 2월 ~ 2017년 12월)[89][90]
  - EVITA (2018년 1월 ~ 12월)[91][92]
- 카오 〈ASIENCE MEGURI 이너 클렌징 샴푸〉 (2015년 9월 ~ 2016년 8월)[93]
- 다이재팬 제충국(킨쵸) 〈무시코나즈〉 (2016년 3월 ~ ) - 타카하타 준코, 마츠오 스즈키와 공동 출연[94]
  - 〈무방비〉편·〈처음 매달린 사람〉편 (2020년 4월) - 나가노 타이가, 나카지마 아유무와 공동 출연
- 타이완 관광청 〈Meet Colors! 타이완〉 (2016년 11월 ~ 2018년 10월)[95]
- 쿠보다그룹 (2016년 12월 ~ )[96][97]
- NTT 도코모 dTV 〈두 사람을 잇는 이야기〉편 (2017년 2월) - 타카하시 잇세이와 공동 출연[98]
- 언더아머 (2017년 3월 ~ 2019년 2월)[99]
- 아사히 음료 〈미츠야 사이다〉 (2017년 3월) - 카미키 류노스케, 요시네 쿄코, 비트 타케시, 딘 후지오카와 공동 출연[100]
- 바로크 재팬 리미티드 〈AZUL by moussy〉 (2017년 4월 ~ ) - 스기노 요스케와 공동 출연[101]
- 스미토모 임업 주택 (2017년 11월 ~ ) - 카세 료와 공동 출연 ※고레에다 히로카즈 감독 연출.[102][103]
  - 스미토모 임업 【기업CM】 〈TREEing〉 (2019년 10월 ~ )
- 타이세이 건설 (2018년 5월 ~ 2019년 4월) - 내레이션 ※신카이 마코토 감독 연출.[104]
- 이데미츠 고산 〈이데미쓰-쇼와쉘〉 (2019년 4월 ~ 2020년)[105]
- 아사히 맥주
  - 아사히 더 리치 (2020년 6월 ~ 2023년) - 다케노우치 유타카, 2021년부터 키타오오지 킨야, 나가노 타이가와도 공동 출연
  - 아사히 수퍼드라이 (2024년 8월 ~ )
- 시세이도
  - ELIXIR(엘릭시르) SUPERIEUR-WHITE (2020년 8월 ~ 2023년)[106]
  - 150주년 기업 광고 〈아름다움은, 사람의 행복을 바란다.〉편 (2022년 1월 ~ )[107]
  - NARS Cosmetics 〈NARS 파워 매트 립스틱〉 (2022년 10월 ~ )
  - 시세이도 얼티뮨 (2023년 9월 ~ )
  - 에센스 스킨로우 파운데이션 (2024년 5월 ~ )[108]
- 라이온 버팔린 프리미엄 DX (2021년 1월 ~ )[109]
- 일본중앙경마회 〈HERO IS COMING.〉 (2022년 1월 ~ ) - 사사키 쿠라노스케, 미카미 아이와 공동 출연[110]
- 포럼 엔지니어링 〈코그나비〉 (2022년) - 기동전사 건담과의 콜라보레이션 광고
- 메르카리 - 사카이 마사토와 공동 출연
  - Mercado (2022년 12월 ~ )
  - Mercari Chance (2023년 4월 ~ )
- AC Japan 〈2023 플랜 인터내셔널 재팬 지원 캠페인〉 (2023년 7월 ~ ) - 내레이션
- BYD 오토 재팬 (2024년 4월 ~ )

### 모델·이미지 캐릭터
- 시즈오카 은행 이미지 캐릭터 (2001년, 포스터)
- 중소기업 종합 사업단 (2001년, 포스터)
- JR 서일본 〈신춘 첫 참배 타기 마음껏 표〉 (2003년, 포스터)
- 소방청·일본 손해 보험 협회 〈전국 통일 방화 표어〉 (2004년, 포스터)
- 가가와현 명예홍보대사 (2004년 ~ 2006년)
- 후생 노동성·중앙 노동재해 방지협회 〈전국 안전주간〉 이미지 캐릭터 (2005년, 포스터)
- 경시청 달력 (2006년)
- 농림 수산 〈식사 균형 가이드 보급 계발 캠페인〉 이미지 캐릭터 (2006년)[111]
- 환동사 문고 〈10주년 캠페인〉 이미지 캐릭터 (2007년)
- 오키나와현 츄라시마 오키나와 홍보대사 (2009년)[112]
- 시즈오카현 〈좋아요 시즈오카 국민 투표〉 홍보대사 (2014년)[113]
- 아다스트리아
  - GLOBAL WORK (2014년 5월 ~ 2015년 4월) - 이미지 캐릭터[114][115]
  - LOWRYS FARM (2018년 8월 ~ 2022년) - 이미지 캐릭터[116][117][118][119][120]
- 가네보
  - COFFRET D'OR (2015년 2월 ~ 2017년 12월) - 이미지 캐릭터[90]
  - EVITA (2018년 1월 ~ 12월) - 이미지 캐릭터[92]
- 타이완 관광청 〈타이완관광촉진〉 이미지 캐릭터 (2016년 ~ 2018년)[121]
- 폴리 폴리 (2014년 11월 ~ 2017년) - 글로벌 뮤즈[122]
- 질 스튜어트 AUTUMN/WINTER 2016 시즌 캠페인 〈Merry X’masami nagasawa〉 (2016년 11월) - 뮤즈[123]
- 스미토모 임업 주택 (2017년 ~ ) - 브랜드 캐릭터[103]
- 시세이도
  - 엘릭시르 (2020년 ~ 2023년) - 뮤즈[124]
  - 얼티뮨 (2023년 9월 ~ ) - 브랜드 앰버서더[125]

## 음반

### CD
참여 작품
- 세라복과 기관총[주 46] (2006년 10월 25일, 빅터 엔터테인먼트) - 주연 드라마 《세라복과 기관총》의 주제곡

### DVD
- 나가사와 마사미 (2001년 8월 3일)
- THE COMPLETE 나가사와 마사미 (2001년 11월 25일)
- First Love (2002년 8월 5일)
- 도쿄 사토미 발견전 (2003년 9월 25일)
- Summertime Blue (2004년 3월 24일)
- 여자 자전거 두 사람 여행 in 하와이 2명의 빅·아일랜드 나가사와 마사미×미즈카와 아사미 DVD (2011년)
- IQUEEN Vol.1 나가사와 마사미 〈CHANGE〉 【Blu-ray】 (2012년 3월 28일)
- IQUEEN Vol.11 나가사와 마사미 〈MAX〉 【Blu-ray】 (2012년 10월 24일)

## 서적

### 사진집
- 하늘 (2001년 9월, 각켄 홀딩스)
- me (2002년 4월, 홈샤)
- 소녀 전설 (2002년 11월, 후타바샤)
- Summertime Blue (2003년 9월, 각켄 홀딩스)
- NO MEANING (2007년 6월, 겐토샤)
- 챠이마셔? (2008년 8월 27일, 겐토샤)
- 나가사와 마사미 smart (2009년 4월 18일, 타카라지마샤)
- IQUEEN VOL.1 나가사와 마사미 SPECIAL EDITION (2011년 8월 9일, 파르코 출판)
  - 스페셜 에디션
- IQUEEN Vol.11 나가사와 마사미 SPECIAL EDITION (2012년 8월 29일, 파르코 출판)
  - 스페셜 에디션
- 데뷔 20주년 기념 사진집 〈뷰티풀 마인드〉 (2021년 8월 5일, 타카라지마샤)[126]

## 수상 경력
연기 부문
 기타 부문
| 연도   | 시상식                                                            | 부문                                   | 작품                                         | 출처            |
| ------ | ----------------------------------------------------------------- | -------------------------------------- | -------------------------------------------- | --------------- |
| 2000년 | 제5회 도호 신데렐라 오디션                                        | 그랑프리                               | 빈칸                                         |                 |
| 2003년 | 제27회 일본 아카데미상                                            | 신인 배우상                            | 로보콘                                       |                 |
| 2003년 | 제25회 요코하마 영화제                                            | 최우수 신인상                          | 로보콘, 아수라의 고토쿠                      |                 |
| 2003년 | 제8회 니프티 영화 대상(현·일본 인터넷 영화 대상)                  | 신인상 (배우 부문)                     | 로보콘, 환생                                 |                 |
| 2004년 | 제29회 호치 영화상                                                | 최우수 여우조연상                      | 세상의 중심에서 사랑을 외치다                |                 |
| 2004년 | 제17회 닛칸 스포츠 영화 대상                                      | 신인상                                 | 세상의 중심에서 사랑을 외치다                |                 |
| 2004년 | 제22회 와카야마 시민 영화제                                       | 여우조연상                             | 세상의 중심에서 사랑을 외치다                |                 |
| 2004년 | 플래티넘 필름 액트리스 어워드 (제17회 도쿄 국제 여성 영화제 제정) | 신인상                                 | 세상의 중심에서 사랑을 외치다                |                 |
| 2004년 | 제47회 블루리본상                                                 | 여우조연상                             | 세상의 중심에서 사랑을 외치다                |                 |
| 2004년 | 제28회 일본 아카데미상                                            | 최우수 여우조연상                      | 세상의 중심에서 사랑을 외치다                |                 |
| 2004년 | 제28회 일본 아카데미상                                            | 화제상 (배우 부문)                     | 세상의 중심에서 사랑을 외치다                |                 |
| 2004년 | 제42회 골든 애로상                                                | 영화상 (배우 부문)                     | 세상의 중심에서 사랑을 외치다                |                 |
| 2004년 | 제29회 엘란도르상                                                 | 신인상                                 | 빈칸                                         |                 |
| 2005년 | 제4회 만화의 날 시상식                                            | 대상 (배우 부문)                       | 빈칸                                         |                 |
| 2006년 | VOGUE NIPPON Women of the Year 2006                               | 올해의 여성부문                        | 빈칸                                         |                 |
| 2006년 | 제3회 전국미용주간 〈더 뷰티 위크 어워드〉                        | 여배우 부문                            | 빈칸                                         |                 |
| 2006년 | 전일본 미용기술선수권대회 주간 〈2006 베스트 헤어상〉             | 여배우 부문                            | 빈칸                                         |                 |
| 2006년 | 제30회 일본 아카데미상                                            | 우수 여우주연상                        | 눈물이 주룩주룩                              |                 |
| 2007년 | 제18회 일본 쥬얼리 best dresser상                                 | 10대 부문                              | 빈칸                                         |                 |
| 2007년 | 제4회 COTTON USA 상품 〈Miss COTTON USA〉                         | 여배우부문                             | 빈칸                                         |                 |
| 2007년 | 베스트 스마일 오브 더 이어 2007                                   | 여배우부문                             | 빈칸                                         |                 |
| 2009년 | 베스트 스위머 2009                                                | 여배우부문                             | 빈칸                                         |                 |
| 2009년 | 제7회 파키시오 미각대상                                           | 20대 부문                              | 빈칸                                         |                 |
| 2011년 | 제54회 블루리본상                                                 | 여우조연상                             | 모테키                                       |                 |
| 2011년 | 제35회 일본 아카데미상                                            | 우수 여우주연상                        | 모테키                                       |                 |
| 2011년 | 제3회 일본 극장스탭 영화제                                        | 여우조연상                             | 모테키                                       |                 |
| 2012년 | 제11회 뉴욕 아시아 영화제                                         | 스크린 인터내셔널 라이징 스타 아시아상 | 빈칸                                         | [ 127 ]         |
| 2012년 | VOCE 뷰티 시상식 2012                                             | 베스트 코스메틱 연간 그랑프리          | 빈칸                                         |                 |
| 2012년 | 제73회 더 텔레비전 드라마 아카데미상                              | 여우주연상                             | 도시 전설의 여자                             |                 |
| 2015년 | 제20회 부산 국제 영화제                                           | 〈아시아 캐스팅 마켓 2015〉 캐스팅보드 | 빈칸                                         | [ 22 ]          |
| 2015년 | 제28회 닛칸 스포츠 영화 대상                                      | 여우조연상                             | 바닷마을 diary                               | [ 128 ]         |
| 2015년 | 제70회 마이니치 영화 콩쿠르                                       | 여우조연상                             | 바닷마을 diary                               | [ 129 ]         |
| 2015년 | 제25회 도쿄 스포츠 영화 대상                                      | 여우조연상                             | 바닷마을 diary                               | [ 130 ]         |
| 2015년 | 제39회 일본 아카데미상                                            | 우수 여우조연상                        | 바닷마을 diary                               | [ 131 ]         |
| 2017년 | ELLE 시네마 대상 2017                                             | 엘르 여자배우상                        | 빈칸                                         | [ 132 ]         |
| 2017년 | 제9회 TAMA영화상                                                  | 여우주연상                             | 산책하는 침략자                              |                 |
| 2017년 | 제72회 마이니치 영화 콩쿠르                                       | 여우주연상                             | 산책하는 침략자                              | [ 133 ] [ 134 ] |
| 2017년 | 제27회 도쿄 스포츠 영화 대상                                      | 여우주연상                             | 산책하는 침략자                              | [ 135 ]         |
| 2017년 | 제41회 일본 아카데미상                                            | 우수 여우주연상                        | 산책하는 침략자                              | [ 136 ]         |
| 2017년 | 제20회 닛칸 스포츠 드라마 그랑프리                                | 여우조연상                             | 사나다마루                                   |                 |
| 2018년 | 제12회 컨피던스 어워드 드라마상                                   | 여우주연상                             | 컨피던스 맨 JP                               |                 |
| 2018년 | 제97회 더 텔레비전 드라마 아카데미상                              | 여우주연상                             | 컨피던스 맨 JP                               |                 |
| 2019년 | 제44회 호치 영화상                                                | 최우수 여우주연상                      | 매스커레이드 호텔, 컨피던스 맨 JP -로맨스편- | [ 137 ]         |
| 2019년 | 제62회 블루리본상                                                 | 여우주연상                             | 컨피던스 맨 JP -로맨스편-                    | [ 138 ]         |
| 2019년 | 제43회 일본 아카데미상                                            | 최우수 여우조연상                      | 킹덤                                         | [ 139 ]         |
| 2020년 | 제12회 TAMA영화상                                                 | 최우수 여우주연상                      | 컨피던스 맨 JP -프린세스편-, 마더            | [ 140 ]         |
| 2020년 | 제33회 닛칸 스포츠 영화 대상                                      | 여우주연상                             | 컨피던스 맨 JP -프린세스편-, 마더            | [ 141 ]         |
| 2020년 | 제63회 블루리본상                                                 | 여우주연상                             | 컨피던스 맨 JP -프린세스편-, 마더            | [ 142 ]         |
| 2020년 | 제44회 일본 아카데미상                                            | 최우수 여우주연상                      | 마더                                         | [ 143 ]         |
| 2020년 | 제44회 일본 아카데미상                                            | 우수 여우주연상                        | 컨피던스 맨 JP -프린세스편-                  | [ 144 ]         |
| 2022년 | 제29회 요미우리 연극 대상                                         | 우수 여배우상                          | THE BEE (NODA·MAP)                           | [ 145 ]         |
| 2023년 | 제31회 하시다상                                                   | 하시다상                               | 엘피스 -희망, 혹은 재앙-                     | [ 146 ]         |
| 2023년 | 제60회 갤럭시상(방송비평간담회)                                   | TV 부문 개인상                         | 엘피스 -희망, 혹은 재앙-                     | [ 147 ]         |
| 2023년 | 제49회 방송문화기금상                                             | TV 드라마 부문                         | 엘피스 -희망, 혹은 재앙-                     |                 |
| 2025년 | 제50회 기쿠타 가즈오 연극상                                       | 연극상                                 | NODA·MAP <정삼각 관계>                       |                 |

## 같이 보기
- 나가사와 마사미의 올 나이트 닛폰
- 나가사와 마사미 Sweet Hertz
- 도호 예능
- 나가사와 카즈아키(아버지)

### 내용주
1. ↑  〈나가사와 마사미 타이틀 미정(가제)〉에서 애칭을 모집했다. 이 프로그램에서 본인이 자칭하기도 하고, [radiko] 프로그램 코멘트에서도 이용되고 있다.
2. ↑  후지 TV 〈멘토레〉 (2007년 5월 27일 방송)
3. ↑  〈TOmag〉 제3호 나카노구 특집 (2014년 4월 25일 간행) 스페이스 샤워 네트워크 발행
4. ↑  〈주간 여성〉 2017년 4월 18일호
5. 1 2  2007년 방송 개시부터 2년간 〈나가사와 마사미 타이틀 미정(가제)〉라는 제목으로 방송되고 있었지만, 2009년 4월 5일 방송분부터 타이틀이 〈나가사와 마사미 Sweet Hertz〉로 정식 결정되었다. 2012년 3월 25일 방송 종료되었다.
6. ↑  블루리본상 여우주연상을 2년 연속 수상한 것은 나가사와 마사미가 사상 최초이다.
7. ↑  나가사와는 초등학교 1, 2학년 때 나카야마 마사시에 장난식으로 받은 청혼 에피소드를 공개했다. 나중에 나카야마는 이쿠타 토모코와 결혼했지만, 당시의 나가사와는 어린 나이에 꽤 충격으로 “어른은 역시 거짓말이라고 생각했다”고 웃으며 말했다.
8. ↑  NACK5 라디오 방송 〈사와지리 에리카 REAL ERIKA〉(2007년 6월 9일 방송)
9. ↑  후지 TV 〈우리들의 음악 Our Music〉(2006년 12월 8일 방송)
10. ↑  닛케이 엔터테인먼트, 닛케이BP사 (2006년 10월)
11. 1 2  닛폰 방송 〈나가사와 마사미 타이틀 미정(가제)〉 (2008년 11월 16일 방송)
12. ↑  후지 TV 〈5LDK〉 (2009년 11월 19일 방송)
13. ↑  닛폰 방송 〈나가사와 마사미 타이틀 미정(가제)〉 (2008년 9월 7일 방송)
14. ↑  주논, 주부와 생활사 (2010년 2월), “친언니 같다”라고 말하고 있다.
15. ↑  2009년 11월 26일자, 스즈키 사와의 공식 블로그로부터
16. ↑  2008년 4월 잡지 〈주간 더 텔레비전 “라스트 프렌즈” 릴레이 연재 ① 〉인터뷰
17. ↑  닛폰 방송 〈나가사와 마사미 타이틀 미정(가제)〉 (2008년 6월 29일 방송)
18. ↑  NTV 〈오샤레이즘〉 (2014년 1월 19일 방송)
19. ↑  개봉일 기준은 일본에서의 개봉일이다.
20. ↑  하야미 모코미치와 공동 주연
21. ↑  츠마부키 사토시와 공동 주연
22. ↑  오카다 마사키와 공동 주연
23. ↑  제68회 칸 영화제 경쟁부문에 공식 출품
24. ↑  제70회 칸 영화제 주목할 만한 시선 부문에 공식 출품
25. ↑  야마다 다카유키와 공동 주연
26. ↑  제45회 토론토 국제 영화제에 공식 출품(월드 프리미어 상영)
27. ↑  타키자와 히데아키와 공동 주연
28. ↑  야마시타 토모히사와 공동 주연
29. ↑  아카시야 산마와 공동 주연
30. ↑  라스트 프렌즈 특별편은 2008년 6월 26일 방송
31. ↑  오다기리 죠와 공동 주연
32. ↑  타카하시 카츠미와 공동 주연
33. ↑  《쇼콜라》 일본어 자막판은 홈 드라마 채널, BS-TBS 방송
34. ↑  릴리 프랭키와 공동 주연
35. ↑  사이토 유키와 공동 주연
36. ↑  뉴욕 브로드웨이 공연에서 동일 역할을 미셸 윌리엄스, 엠마 스톤, 시에나 밀러가 연기했다.
37. ↑  우라이 겐지와 공동 주연
38. ↑  신종 코로나 바이러스의 확산 영향으로 공연이 취소 될 수 있다고, 4월 10일에 발표 되었다.
39. ↑  마츠모토 준, 나가야마 에이타와 공동 주연
40. ↑  모리야마 미라이와 공동 주연
41. ↑  개봉·방송일자 기준은 일본에서의 공개일이다.
42. ↑  제81회 미국 아카데미상 단편 애니메이션상 수상작
43. ↑  영화 〈아이 엠 어 히어로〉 스핀오프 웹 드라마 “나가사와 마사미 「아이 엠 어 히어로」 스핀오프 드라마로 주연”. 《스포츠호치》 (주식회사 호치신문사). 2015년 12월 25일. 2015년 12월 25일에 원본 문서에서 보존된 문서. 2016년 1월 10일에 확인함.
44. ↑  원래는 아지노모토가 칼피스 전체 지분을 보유하고 있었으나, 2012년 아사히 그룹 홀딩스가 인수하였다.
45. ↑  본인 출연의 칼피스 광고 외에도 칼피스 워터, 칼피스 소다, 칼피스 오아시스 등의 칼피스 주력 상품의 TV CM의 클로징 멘트를 담당하고 있다.
46. ↑  야쿠시마루 히로코의 동명곡의 커버.
47. ↑  1부문 수상자 5명을 선출하는 것을 기본으로 하고 있지만, 2021년도 우수 여우주연상은 동일인이 다른 작품에서 선출되어 5명의 6작품으로 하고 있다.

### 참조주
1. ↑  “나가사와 마사미, 쇼후쿠테이 츠루베의 “실엇”에 태클 「감출 수없는 것이 ...」”. 모델 프레스. 2017년 9월 9일. 2020년 2월 23일에 확인함.
2. ↑  “나가사와 마사미, 출생 때 체중 공개 「아주 큽니다」”. 《스포츠호치》 (호치 신문사). 2017년 9월 9일. 2017년 9월 9일에 원본 문서에서 보존된 문서. 2017년 9월 9일에 확인함.
3. ↑  “Tokyo POP : 日배우 나가사와 매력 탐구”. 헤럴드경제. 2004년 9월 2일.
4. ↑  “일본영화 소녀시대 : 나가사와 마사미”. 씨네21. 2007년 3월 15일. 2017년 9월 9일에 원본 문서에서 보존된 문서. 2012년 8월 20일에 확인함.
5. ↑  “나가사와 마사미, 14세에 상경 「되돌릴 수 있다면...20세까지 있고 싶었다」”. MUSIC VOICE. 2021년 9월 12일에 원본 문서에서 보존된 문서. 2021년 9월 12일에 확인함.
6. ↑  “믿음직한 아군「카가와를 빛낸 대사」에 야마구치상, 나가사와상”. 《현정통신》. 가가와현. 2004. 2016년 3월 5일에 원본 문서에서 보존된 문서. 2012년 10월 18일에 확인함.
7. ↑  “야마노테선 래핑 전철”. 《카가와 브랜드 전략 추진사업》. 가가와현. 2012년 3월 1일에 원본 문서에서 보존된 문서. 2012년 10월 18일에 확인함.
8. ↑  “하시모토 아이, 마에다 아츠코 등이 첫 등장! 방화 대기업의 달력에서 2012년의 얼굴을 되돌아 본다”. Movie Walker. 2012년 12월 16일. 2012년 12월 19일에 원본 문서에서 보존된 문서. 2012년 12월 21일에 확인함.
9. ↑  “나가사와ㆍ호리키타 日차세대 드라마 퀸”. 헤럴드경제. 2006년 6월 1일.
10. ↑  “日 흥행 여배우 순위, 1등은 다케우치”. 뉴시스. 2006년 11월 29일.
11. ↑  “기무라 타쿠야, 이치로보다 유명”. 뉴시스. 2007년 7월 26일.
12. ↑  “나가사와 마사미, 日2008년 성인식 맞는 기대주 1위”. 마이데일리. 2008년 1월 15일.
13. ↑  “일본인이 사랑한 女 CF스타 톱 20”. 뉴시스. 2008년 3월 1일.
14. ↑  “나가사와 마사미 「올 나이트 닛폰」방송 결정! “영화 공개 후” 그래서 질문에 대한 답변”. WEB더 텔레비전. 2020년 7월 26일. 2020년 7월 26일에 확인함.
15. ↑  “나가사와 마사미, 호텔 1일 총지배인에”. 산스포. 2010년 4월 6일. 2010년 7월 15일에 원본 문서에서 보존된 문서. 2012년 8월 20일에 확인함.
16. ↑  “나가사와 마사미가 섹시한 장면에 도전! "부끄러웠다"라고 수줍게 고백”. 무비 컬렉션. 2011년 8월 31일.
17. ↑  “나가사와 마사미 "100% 중국어 연기 도전"”. TV 리포트. 2012년 8월 18일.
18. ↑  “나가사와 마사미, 매일 자정까지 중국어를 공부 중! : 대만 언론”. Searchina. 2012년 11월 17일. 2013년 2월 8일에 원본 문서에서 보존된 문서. 2012년 12월 21일에 확인함.
19. ↑  “나가사와 마사미-카호, 日대표 여배우의 미모 대결”. MBN. 2015년 5월 14일.
20. ↑  “고레에다 감독 「바닷마을 diary」 칸 출품, 4작품의 영화제 참가”. 《Sponichi Annex》 (스포니치신문사). 2015년 4월 17일. 2015년 4월 17일에 확인함.
21. ↑  “아야세 하루카·나가사와 마사미·카호·히로세 스즈, 칸에서 아름다움의 경연! 레드 카펫을 장식! [제68회 칸 영화제]”. 시네마 투데이. 2015년 5월 15일. 2015년 5월 15일에 확인함.
22. 1 2  정유진 (2015년 10월 5일). “송강호+'캐스팅보드' 6인, 亞영화 미래가 당신 어깨에 (종합) [20th BIFF]”. OSEN. 2020년 10월 16일에 확인함.
23. ↑  “나가사와 마사미 : 11년 만 단독으로는 첫 게츠쿠 주연 18년 4월 시작 드라마에서 코스프레 “칠변화”도”. MANTAN. 2017년 12월 14일. 2020년 9월 21일에 확인함.
24. ↑  나가사와 마사미 아이돌 프로필[깨진 링크(과거 내용 찾기)]
25. ↑  “나가사와 마사미 오빠 슈퍼 미남 기무라 요시노 「미남」에 「멋짐」을 인정”. 데일리스포츠. 2021년 9월 12일. 2021년 9월 12일에 확인함.
26. ↑  TV 아사히 「야베치 FC」 (2007년 1월 1일 방송분.)
27. ↑  “이마도킷! 제1회 나가사와 마사미”. 마이니치 신문. 2006년 3월 3일. 2006년 3월 25일에 원본 문서에서 보존된 문서. 2007년 9월 24일에 확인함.
28. ↑  “미야자키 아오이가 닛칸 스포츠 영화 대상 여우조연상에 나가사와 마사미가 「동경의 여배우」”. 영화나탈리. 2016년 12월 18일. 2016년 12월 18일에 확인함.
29. ↑  “아다치 미츠루의 명작 「터치」가 마침내 실사 영화화! 아사쿠라 미나미를 연기한 나가사와 마사미 인터뷰”. MovieWalker. 2005년 9월 6일. 2007년 3월 2일에 원본 문서에서 보존된 문서. 2012년 8월 20일에 확인함.
30. ↑  “애니메이션의 애프터 레코딩, 무대에 첫 도전! 이 여름 인기 여배우 나가사와 마사미를 직격!”. 닛케이 트렌디 넷. 2011년 7월 8일. 2012년 8월 4일에 원본 문서에서 보존된 문서. 2012년 8월 20일에 확인함.
31. ↑  “나가사와 마사미, 아야세 하루카와의 교류를 말하는 의외의 명칭은?”. 《모델프레스》. 2015년 2월 23일. 2015년 4월 2일에 원본 문서에서 보존된 문서. 2015년 3월 25일에 확인함.
32. ↑  “히로세 스즈, 나가사와 마사미, 아야세 하루카, 카호의 「바닷마을 diary」 4자매 교류를 밝힌다”. 《모델프레스》. 주식회사나타샤. 2021년 4월 12일. 2021년 4월 13일에 확인함.
33. ↑  “아야세 하루카 & 나가사와 마사미, 고레에다 작품으로 첫 공동 출연 『바닷마을 diary』 실사화”. 《ORICON STYLE》 (주식회사oricon ME). 2014년 6월 23일. 2017년 3월 5일에 확인함.
34. ↑  “오오이즈미 요 × 아리무라 카스미 × 나가사와 마사미 인기 만화 『아이 엠 어 히어로』 실사 영화화!”. 《시네마 카페》 (주식회사 이드). 2014년 6월 3일. 2016년 12월 6일에 확인함.
35. ↑  “여자 아나운서·나가사와 마사미가 캐스터·나카이 키이치 협박? 「굿모닝 쇼」”. 영화 나탈리. 2015년 9월 8일. 2015년 9월 8일에 확인함.
36. ↑  “오오이즈미 요, 나가사와 마사미, 야마자키 히로나! 우치무라 테루요시 감독작 「금메달 남자」에 호화 캐스트 결집”. 《영화.com》 (주식회사 영화 닷컴). 2016년 1월 31일. 2016년 12월 6일에 확인함.
37. ↑  “나가사와 마사미 후루하타 야스오 감독 작품 영화 『추억』에 출연합니다.”. 도호 예능. 2016년 3월 18일. 2016년 12월 20일에 원본 문서에서 보존된 문서. 2016년 12월 6일에 확인함.
38. ↑  “「은혼」 신파치는 스다 마사키, 카구라는 하시모토 칸나!  나가사와 마사미, 오카다 마사키 등이 출연”. 《코믹 나탈리》. 주식회사 나타샤. 2016년 8월 4일. 2016년 8월 4일에 확인함.
39. ↑  “이키우메 「산책하는 침략자」 구로사와 기요시가 영화화, 나가사와 마사미 × 마츠다 류헤이 × 하세가와 히로키가 출연”. 《스테이지 나탈리》 (주식회사나타샤). 2016년 12월 6일. 2016년 12월 6일에 확인함.
40. ↑  “나가사와 마사미 × 타카하시 잇세이가 동거중인 연인 영화 「거짓말을 사랑하는 여자」 내년 공개”. 《CINRA.NET》 (주식회사 CINRA). 2017년 3월 31일. 2017년 3월 31일에 확인함.
41. ↑  “야마다 타카유키 × 나가사와 마사미 후쿠다 유이치 감독의 멜로 영화 「50번째 첫 키스」”. 《CINRA.NET》 (주식회사 CINRA). 2017년 11월 7일. 2017년 11월 7일에 확인함.
42. ↑  “「BLEACH」 나가사와 마사미와 에구치 요스케가 이치고의 부모에 우라하라 키스케 역은 타나베 세이치”. 《영화 나탈리》 (주식회사 나타샤). 2018년 5월 30일. 2018년 5월 30일에 확인함.
43. ↑  “기무라 타쿠야 × 나가사와 마사미가 첫 공동 출연! 히가시노 게이고 『매스커레이드 호텔』 실사 영화화”. 《시네마 카페》. 주식회사 이도. 2017년 10월 12일. 2019년 1월 18일에 확인함.
44. ↑  “「킹덤」 실사 영화화 주연은 야마자키 켄토! 요시자와 료가 정, 오오사와 타카오가 왕기로 분해”. 《영화.com》. 2018년 10월 9일. 2018년 10월 9일에 확인함.
45. ↑  “표? 뒷면? 나가사와 마사미의 미소와 시선...「컨피던스 맨」 JP 5월 17일 공개 결정!”. 《시네마 카페》. 주식회사 이도. 2018년 12월 11일. 2019년 1월 18일에 확인함.
46. ↑  “나가사와 마사미, 여배우 데뷔 20주년에 첫 추악한 역 방종하고 분방 어둠 빠짐 어머니 「연기 해보고 싶었다」...영화 『MOTHER 마더』”. 《스포츠호치》 (호치신문사). 2020년 1월 22일. 2020년 1월 22일에 확인함.
47. ↑  “니시카와 미와 감독 × 야쿠쇼 코지 주연의 신작 토론토 영화제에 출품 공개는 내년 2월”. 《시네마 투데이》 (주식회사 시네마 투데이). 2019년 7월 31일. 2019년 7월 31일에 확인함.
48. ↑  “기무라 타쿠야 × 나가사와 마사미 『매스커레이드 호텔』의 속편 제작, 2021년 9월에 공개”. 《코믹 나탈리》. 주식회사 나타샤. 2017년 10월 12일. 2020년 11월 18일에 확인함.
49. ↑  “왔어! 안노 씨의 「신 울트라맨」히구치 신지 감독은 “신 고질라 조” 군중 집회”. 《데일리 스포츠 online》 (주식회사 데일리스포츠). 2019년 8월 1일. 2019년 8월 1일에 확인함.
50. ↑  “마츠야마 켄이치가 연속 살인범, 나가사와 마사미가 검사 역에 마에다 테츠 감독으로 「로스트 케어」 영화화 결정”. 《Real Sound영화부》 (blueprint). 2022년 3월 29일. 2022년 3월 29일에 확인함.
51. ↑  “BS-TBS 쇼콜라”. BS-TBS. 2015년 4월 7일에 원본 문서에서 보존된 문서. 2015년 4월 4일에 확인함.
52. ↑  “신춘 대형 드라마 「그대에게 바치는 상징」”. 《토레타츠 후지 TV》. 후지 TV. 2016년 9월 8일. 2016년 12월 15일에 원본 문서에서 보존된 문서. 2016년 12월 20일에 확인함.
53. ↑  “이치하라 하야토, 아라시 사쿠라이와 휠체어 농구에 몰두 공연 장면에서 「눈물이 멈추지 않게 되어...」”. 《ORICON STYLE》. 2016년 11월 1일. 2016년 11월 1일에 확인함.
54. ↑  “나가사와 마사미 코스프레 사기꾼! 11년 만 게츠쿠 주연 중임 기합 「중대한 책임」”. 《데일리스포츠 online》 (주식회사 데일리스포츠). 2017년 12월 14일. 2017년 12월 14일에 확인함.
55. ↑  “나가사와 마사미, 모노톤으로도 반짝!  5·18 스페셜 버전 사기꾼 트리오 다시”. 《SANSPO.COM》 (산케이 디지털). 2019년 3월 1일. 2019년 3월 1일에 확인함.
56. ↑  “나가사와 마사미 「가마쿠라도노의 13인」에서 “이야기” 담당 「이번도 평범하지 않은 형태에서 출연」”. 닛칸스포츠. 2021년 12월 2일. 2021년 12월 2일에 확인함.
57. ↑  “미타니 코키, 나가사와 마사미 VS 사이토 유키 여자의 싸움에 자신의 모습을 투영”. 영화.com. 2014년 10월 31일. 2014년 11월 5일에 확인함.
58. ↑  “나가사와 마사미 매우 요염 「카바레」 샐리 역으로  첫 뮤지컬”. 《스포니치 아넥스》 (호치신문사). 2016년 8월 3일. 2016년 8월 3일에 확인함.
59. ↑  “나가사와 마사미 : 「메탈 맥베스」에서 악녀에 도전 선배·마츠 타카코에서 에르도”. 《MANTANWEB》 (주식회사MANTAN). 2018년 5월 10일. 2018년 5월 10일에 확인함.
60. ↑  “나가사와 마사미 최초의 일인극 내년 5월 공연 기대 「이 기회를 두려워하지 말고」”. 《SANSPO.COM》 (산케이 디지털). 2019년 10월 1일. 2019년 10월 1일에 확인함.
61. ↑  “나가사와 마사미 영화 「요괴 워치」에서 성우”. 《데일리스포츠 online》 (주식회사 데일리스포츠). 2015년 10월 27일. 2015년 10월 27일에 확인함.
62. ↑  “신카이 마코토 「너의 이름은」 추가 캐스트에 나가사와 마사미, 이치하라 에츠코, 유우키 아오이, 시마자키 노부나가 외 7명”. 《영화 나탈리》 (주식회사나타샤). 2016년 6월 7일. 2016년 9월 16일에 확인함.
63. ↑  “나가사와 마사미, 오하시 타쿠야, 토레엔 사이토, 타이치 마오 등 10명이 「SING」 더빙판에 참여”. 《영화 나탈리》 (주식회사 나타샤). 2017년 1월 30일. 2017년 1월 30일에 확인함.
64. ↑  “나가사와 마사미 「도라에몽」성우에 첫 도전! 오오이즈미 요의 “아내”에”. 영화.com. 2018년 2월 13일. 2018년 2월 13일에 확인함.
65. ↑  “『SING/씽』최신작, MISIA·나가사와 마사미·오오하시 타쿠야·다이치 마오·타나카 마유미도 속투”. 《ORICON NEWS》 (Oricon.Inc). 2021년 11월 23일. 2021년 11월 23일에 확인함.
66. ↑  “광 브로드밴드 시대 특유의 인터랙티브 영상 콘텐츠 「아소무비」의 Web 공개에 대해”. NTT니시니혼. 2007년 1월 12일. 2007년 1월 12일에 확인함.
67. ↑  “[동영상] 폴리 폴리 오모테산도에 나가사와 마사미가 내점 니나가와 미카에 의한 해피 영화 공개 기념”. FASHIONSNAP. 2014년 11월 11일. 2021년 9월 19일에 확인함.
68. ↑  「나가사와 마사미 TV」 (NHK) 보관됨 2020-02-28 - 웨이백 머신 2020년 1월 17일 방송
69. ↑  “나가사와 마사미, androp 신곡 MV 출연 “사람의 마음을 울리는 작품””. 오리콘. 2012년 10월 31일. 2012년 11월 5일에 원본 문서에서 보존된 문서. 2012년 11월 24일에 확인함.
70. ↑  “NTT 서일본 「후렛트 서비스」의 새로운 심볼 캐릭터에 대해 ~심볼 캐릭터 「나가사와 마사미」 씨를 기용 ~”. 서일본 전신 전화 주식회사. 2005년 3월 10일. 2021년 9월 19일에 확인함.
71. ↑  “어른의 나가사와 마사미, 드레스 차림으로 유혹 가슴 피로”. oricon ME. 2009년 5월 22일. 2021년 9월 19일에 확인함.
72. ↑  “엡손, 고화질화 기술 “EPSON Color”를 탑재한 복합기 / 전용기 등 2005년 겨울 프린터 신제품을 발표 - 이미지 캐릭터는 나가사와 마사미에”. ASCII. 2005년 9월 22일. 2021년 9월 19일에 확인함.
73. ↑  “니시지마 히데토시, 나가사와 마사미의 WOWOW 신 CM 시작”. 닛칸스포츠. 2015년 10월 29일. 2015년 10월 29일에 확인함.
74. ↑  “나가사와 마사미 「아랫배의 요정」 모리산츄·오오시마를 격퇴! 새로운 장르 껌 「pucoo」 CM에 출연”. 《뉴스 라운지》 (주식회사 모바일 미디어 프로덕션). 2013년 3월 22일. 2018년 8월 4일에 원본 문서에서 보존된 문서. 2018년 3월 5일에 확인함.
75. ↑  “나가사와 마사미 아역· 다카하시 모리 군과 공동 출연!  롯데 「프티쓰리」CM”. 《뉴스 라운지》 (주식회사 모바일 미디어 프로덕션). 2014년 4월 9일. 2020년 1월 18일에 원본 문서에서 보존된 문서. 2018년 3월 5일에 확인함.
76. ↑  “나가사와 마사미 먹을 생각에 시킨 롯데 「젤라토...」에서 신 CM”. 《Sponichi Annex》 (스포니치 신문사). 2015년 5월 26일. 2018년 3월 5일에 확인함.
77. ↑  “나가사와 마사미 & 히로세 스즈가 CM 첫 출연 「Fit 's」× 「바닷마을 diary」에서”. TOKYO POP LINE. 2015년 6월 13일. 2015년 6월 13일에 확인함.
78. ↑  “눈물, 눈물의 나가사와 마사미 「울다 지쳐있었습니다.」”. 《스포니치》. 스포니치 신문사. 2011년 4월 10일. 2021년 9월 20일에 확인함.
79. ↑  “아지노모토 「쿠노르」신 CM에 나가사와 마사미 기용”. 일본 음식 신문사. 2006년 9월 25일. 2021년 9월 19일에 확인함.
80. ↑  “9 스크린, 약 1900석 규모의 영화관 「TOHO 시네마즈 산스 트리트 하마키타」8월 10일 오픈!”. TOHO시네마즈. 2007년 6월 29일에 원본 문서에서 보존된 문서. 2018년 3월 5일에 확인함.
81. ↑  “대본은 없음! 오다죠, 나가사와, 오모리가 「케이린 2011」신 CM에 출연”. 《ORICON NEWS》 (oricon ME). 2011년 4월 4일. 2018년 3월 5일에 확인함.
82. ↑  “영화 「모테키」× 파르코 여름 세일에서 출연자 독점 메시지”. 《코믹 나탈리》 (주식회사 나타샤). 2011년 6월 21일. 2018년 3월 5일에 확인함.
83. ↑  “츠치야 × 나가사와 × 캐리의 새 CM 이미지 생얼 머리의 흐름에 주목!”. 《NewsWalker》 (KADOKAWA). 2012년 3월 14일. 2018년 3월 5일에 원본 문서에서 보존된 문서. 2018년 3월 5일에 확인함.
84. ↑  “나가사와 마사미, 이시하라 사토미, 토다 에리카의 뷰티 샷. 리뉴얼한 「레부르」의 신 CM 시작”. 《WWD JAPAN》 (주식회사 INFAS파부리케숀즈). 2014년 2월 5일. 2018년 3월 5일에 확인함.
85. ↑  “NBB 신 CM 캐릭터는 나가사와 마사미 빌딩 옥상에서 예쁜 각선미 과시”. FASHIONSNAP. 2012년 4월 6일. 2021년 9월 19일에 확인함.
86. ↑  “나가사와 마사미 & 오카다 마사키 & 사카 치리코, 유캔 신 CM에 출연! 주제가 유즈”. 《마이 나비 뉴스》 (마이 나비). 2012년 12월 20일. 2021년 9월 19일에 확인함.
87. ↑  “Alfa Romeo와 나가사와 마사미 씨의 협업이 시동!”. FCA 재팬 주식회사. 2014년 4월 8일. 2018년 3월 5일에 원본 문서에서 보존된 문서. 2018년 3월 5일에 확인함.
88. ↑  “나가사와 마사미와 오사와 다카오 글로벌 워크 20주년 CM에서 「세계에 도전」”. FASHION HEADLINE. 2014년 5월 22일. 2021년 9월 19일에 확인함.
89. ↑  “토탈 메이크업 브랜드 「코후레도르」를 리브랜딩 봄 한정 아이템 출시” (PDF). 가네보화장품. 2014년 12월 11일. 2015년 2월 17일에 원본 문서 (PDF)에서 보존된 문서. 2015년 2월 17일에 확인함.
90. 1 2  《코프레도르 신 이미지 캐릭터에 나가사와 마사미씨를 기용. 신TV-CM OA 개시! 15년 봄 코프레도르 프리미엄 실키 팩트 UV》. 주식회사 카네보 화장품. 2015년 2월 12일. 2022년 2월 14일에 확인함.
91. ↑  “[에비타] 스킨 케어 전면 쇄신 나가사와 마사미가 새로운 뮤즈”. WWD Japan. 2018년 1월 25일. 2021년 9월 19일에 확인함.
92. 1 2  《식물의 힘 ※1에 주목한 에이징 케어※2 시리즈 「에비타 보타니 바이탈」의 새로운 CM에 나가사와 마사미씨가 출연》. 주식회사 카네보 화장품. 2018년 1월 18일. 2022년 2월 14일에 확인함.
93. ↑  “나가사와 마사미 간단 흰색 원피스 예쁜 각선미 과시”. ORICON. 2015년 9월 16일. 2015년 9월 16일에 확인함.
94. ↑  “나가사와 마사미가 칸사이 사투리 「무시코나즈」CM”. 《데일리스포츠 online》 (주식회사 데일리스포츠). 2016년 3월 31일. 2017년 4월 21일에 확인함.
95. ↑  Meet Colors! 타이완 (2016 타이완 관광 이미지 캐릭터 나가사와 마사미) (60s) 교통부 관광국 - 공식 YouTube 채널 (공개일 기간: 2016년 11월 15일)
96. ↑  “나가사와 마사미가 쿠보타의 새로운 텔레비전 CM에 출연 호치민 홀로 여행”. 《SANSPO.COM》 (산케이 디지털). 2016년 12월 28일. 2016년 12월 28일에 확인함.
97. ↑  “나가사와 마사미 출연 쿠보타 브랜드 CM 시리즈 제2탄 방송 결정”. 주식회사 쿠보타. 2017년 2월 27일. 2018년 3월 5일에 확인함.
98. ↑  “나가사와 마사미, 우주 비행사가 되었다!  「dTV」 새로운 CM 15일 온에어”. 《SANSPO.COM》 (산케이 디지털). 2017년 2월 15일. 2017년 2월 15일에 확인함.
99. ↑  “나가사와 마사미, 여배우 최초 언더아머 사와 자문 계약 「자신의 몸을 소중히」”. 《스포츠호치》 (호치신문사). 2017년 3월 7일. 2017년 3월 7일에 원본 문서에서 보존된 문서. 2017년 3월 7일에 확인함.
100. ↑  “「미츠야 사이다」 신 TV CM 광고 캐릭터에 카미키 류노스케 씨, 요시네 교코 씨를 기용!”. 아사히 음료. 2017년 3월 16일. 2017년 4월 21일에 원본 문서에서 보존된 문서. 2017년 4월 21일에 확인함.
101. ↑  “나가사와 마사미 패션 브랜드 신 CM 「자신 만의 스타일을」”. 《Sponichi Annex》 (스포니치 신문사). 2017년 4월 21일. 2017년 4월 21일에 확인함.
102. ↑  “카세 료 씨와 나가사와 마사미 씨가 부부 역으로 출연, 고레에다 히로카즈 감독이 진짜 나무의 평화와 가족의 소중한 시간을 그리는 스미토모 임업의 집 새로운 텔레비전 CM 공개 시작”. 스미토모 임업. 2017년 11월 3일. 2021년 9월 19일에 확인함.
103. 1 2  《카세 료 씨와 나가사와 마사미 씨가 부부 역으로 공동 출연 : 고레에다 히로카즈 감독이 진짜 나무의 편안함과 가족의 소중한 시간을 그리는 스미토모 임업의 집 신 TV CM 전개 개시》 (PDF). 2017년 11월 3일. 2022년 2월 14일에 확인함.
104. ↑  “『너의 이름은.』신카이 마코토 감독 × 스키마 스위치의 곡 「미스터 카이토」 합작 MV 공개 중! 지금까지의 타이세이 건설 CM 영상을 이용한 스페셜 영상!”. 애니메이트 타임스. 2018년 5월 8일. 2021년 9월 19일에 확인함.
105. ↑  “이데미쓰-쇼와쉘의 신 CM에 나가사와 마사미를 기용”. 이데미츠고산 주식회사. 2019년 4월 18일. 2019년 4월 30일에 확인함.
106. ↑  “나가사와 마사미, 아름다운 피부가 빛나는 뮤즈에 「엘릭시르」신CM 공개”. 《크랭크인!》 (할리우드 채널). 2020년 8월 20일. 2020년 8월 20일에 확인함.
107. ↑  “시세이도 150주년, 미래를 위한 메시지 CM 「아름다움은, 사람의 행복을 바란다.」”. 《보도 자료 및 뉴스 출시 전달 셰어 No.1｜PR TIMES》. 2022년 1월 21일에 확인함.
108. ↑  《두 명의 나가사와 마사미씨가 등장하는 SHISEIDO의 신CM 공개! 37의 뷰티 어워드를 수상한 펀데 미용액 「에센스 스킹로우 파운데이션」》. 주식회사 시세이도. 2024년 5월 8일. 2024년 5월 8일에 확인함.
109. ↑  “버팔린 공식 트위터”. 《트위터》 (일본어). 2022년 1월 17일에 확인함.
110. ↑  “2022년 JRA 연간 프로모션은「HERO IS COMING.」”. 일본중앙경마회. 2021년 12월 13일. 2021년 12월 13일에 원본 문서에서 보존된 문서. 2021년 12월 13일에 확인함.
111. ↑  “2006년도 「일본 식육 추진 사업」의 「식사 밸런스 가이드」캠페인의 개최에 대해”. 농림 수산성. 2006년 10월 5일. 2016년 3월 4일에 원본 문서에서 보존된 문서. 2015년 10월 27일에 확인함.
112. ↑  “나가사와 마사미, 빌라 섬 오키나와 대사로 임명 「오키나와의 장점을 전하고 싶다」”. 《ORICON STYLE》 (주식회사oricon ME). 2009년 6월 17일. 2015년 10월 27일에 확인함.
113. ↑  “나가사와 마사미가 고향을 PR 「좋아요 시즈오카 국민 투표」가 시작”. 《RBB TODAY》 (주식회사 아이드). 2013년 12월 2일. 2015년 10월 27일에 확인함.
114. ↑  《GLOBAL WORK 브랜드 설립 20주년, 브랜드 파트너에 오사와 타카오씨와 나가사와 마사미씨를 기용》. 주식회사 아다스트리아. 2014년 2월 24일. 2022년 2월 14일에 확인함.
115. ↑  《GLOBAL WORK가 『바닷마을 diary 트리뷰트북』을 제작! 5월 14일(목)부터 전국에서 무료 배포합니다》. 2015년 5월 12일. 2022년 2월 14일에 확인함.
116. ↑  《LOWRYS FARM 2018A/W 신크리에이티브 제1탄! 이미지 캐릭터에 나가사와 마사미, 카호를 기용》. 주식회사 아다스트리아. 2018년 8월 22일. 2022년 2월 14일에 확인함.
117. ↑  《LOWRYS FARM 2019S/S 이미지 캐릭터에 나가사와 마사미, 카호를 기용 계속을 결정!》. 주식회사 아다스트리아. 2019년 2월 27일. 2022년 2월 14일에 확인함.
118. ↑  《LOWRYS FARM 2020 SPRING 야성 폭탄·도금-! 가 세련된 집사 모습으로 첫 공연! 나가사와 마사미와 카호의 “입고”에 농락되는? ! 프로모션 동영상을 2월 28일(금)에 공개!》. 주식회사 아다스트리아. 2020년 2월 28일. 2022년 2월 14일에 확인함.
119. ↑  《나가사와 마사미 씨와 카호 씨가 여름 여행! ? 요시다 유니 씨의 크리에이티브 디렉션으로 보내는 LOWRYS FARM2021 여름 비주얼을 4월 23일(금) 공개!》. 주식회사 아다스트리아. 2021년 4월 23일. 2022년 2월 14일에 확인함.
120. ↑  《나가사와 마사미 씨와 카호 씨가 모인다. 이 가을 추천하는 「체크 무늬」를 테마로 한 LOWRYS FARM2021 가을 비주얼이 9월 10일(금)부터 공개》. 2021년 9월 10일. 2022년 2월 14일에 확인함.
121. ↑  “나가사와 마사미, 타이완 관광청 이미지 캐릭터 취임 「타이완 냉면은 정말 맛있다」”. 《스포츠호치》 (호치신문사). 2016년 11월 16일. 2016년 11월 16일에 원본 문서에서 보존된 문서. 2016년 11월 16일에 확인함.
122. ↑  “나가사와 마사미가 「폴리 폴리」의 글로벌 뮤즈에 취임”. WWD Japan. 2016년 9월 1일. 2021년 9월 19일에 확인함.
123. ↑  “질스튜어트”. 질스튜어트 재팬 공식 사이트. 2016년 11월.
124. ↑  《나가사와 마사미씨가 엘릭시르 신 뮤즈에 취임! 8월 21일(금)에 발매·신미용액 “디자인 타임 미용액”의 신CM을 첫 공개 에릭씰 신 뮤즈 발표회를 개최》. 주식회사 시세이도. 2022년 2월 14일에 확인함. 다음 글자 무시됨: ‘2020-08-20 ’ (도움말)
125. ↑  “나가사와 마사미는 SHISEIDO “Ultimune”에서 아름다움의 세계관을 구현합니다. 탄생 10주년을 기념하는 이벤트도 개최됩니다.”. 보그 재팬. 2024년 7월 1일. 2024년 10월 6일에 확인함.
126. ↑  “나가사와 마사미, 데뷔 20주년 기념 사진집  제목 결정 공식 Instagram 오픈 <뷰티풀 마인드>”. 《모델프레스》. 주식회사나타샤. 2021년 6월 24일. 2021년 6월 25일에 확인함.
127. ↑  “나가사와 마사미 "청순파 이미지 벽이었다" 뉴욕 아시아 영화제에서 라이징 스타상을 수상!”. 시네마투데이. 2012년 7월 19일.
128. ↑  “나가사와 마사미, 이상적인 차녀로 여우조연상 / 영화 대상”. 닛칸 스포츠. 2015년 12월 8일. 2015년 12월 8일에 확인함.
129. ↑  “마이니치 영화 콩쿨 대상에 하시구치 감독의 「연인」”. 마이니치 신문. 2016년 1월 21일. 2016년 1월 21일에 확인함.
130. ↑  “키타노 타케시가 『8인의 수상한 신사들』 4관왕 수상 도쿄 스포츠 영화 대상 발표”. 《영화 나탈리》. 주식회사나타샤. 2016년 1월 26일. 2016년 1월 27일에 확인함.
131. ↑  “일본 아카데미상 우수상 발표 「바닷마을 diary」가 최다 12개 부문 수상”. 《ORICON STYLE》 (주식회사 oricon ME). 2016년 1월 18일. 2016년 1월 18일에 확인함.
132. ↑  “나가사와 마사미 베스트 액트리스 수상에 『정진합니다』 “신인상” 나카죠 아야미는 『날뛰고 싶다』”. 《엔터테인먼트OVO》 (교도통신사). 2017년 12월 12일. 2017년 12월 12일에 확인함.
133. ↑  “스다 마사키, 나가사와 마사미, 다나카 레나, 타카스기 마히로가 마이니치 영화 콩쿠르의 행사에 등장”. 《영화나탈리》. 주식회사나타샤. 2018년 2월 15일. 2018년 2월 15일에 확인함.
134. ↑  “나가사와 마사미 여우주연상, 양작과의 만남 기뻐 『운 있다고 생각한다』”. 《Sponichi Annex》 (스포니치 신문사). 2018년 1월 18일. 2018년 1월 18일에 확인함.
135. ↑  “도쿄 스포츠 영화 대상 : 나가사와 마사미가 여우 주연상 여우 조연상은 히로세 스즈”. 마이나비뉴스. 2018년 2월 26일. 2018년 3월 1일에 원본 문서에서 보존된 문서. 2018년 2월 28일에 확인함.
136. ↑  “제41회 일본 아카데미상 우수상”. 2018년 2월 28일에 확인함.
137. ↑  “나가사와 마사미의 여우주연상을 코히나타 후미요가 축하 연상의 나카이 키이치는 아버지에 마음을 보내”. 《영화나탈리》. 주식회사나타샤. 2019년 12월 18일. 2019년 12월 18일에 확인함.
138. ↑  “나가사와 마사미, 이상한 얼굴 연발로 첫 여우주연상 「이런 형태로 활용되는 것은」...블루리본상”. 《스포츠 호치》. 호치신문사. 2020년 1월 28일. 2020년 2월 3일에 확인함.
139. ↑  “일본 아카데미상 우수상 발표 작품상에 「날아라 사이타마」 「킹덤」등”. 《ORICON NEWS》 (oricon ME). 2020년 1월 15일. 2020년 1월 15일에 확인함.
140. ↑  “미즈카와 아사미, TAMA 영화상 최우수 여배우상을 수상 「희극 애처 이야기」에 애착 이야기”. 《영화나탈리》. 주식회사나타샤. 2020년 11월 29일. 2021년 11월 29일에 확인함.
141. ↑  “『귀멸의 칼날』 이시하라 유지로상 수상 『죄의 목소리』가 「닛칸 스포츠 영화 대상」 작품상에”. 《ORICON NEWS》 (오리콘). 2020년 12월 28일. 2021년 1월 11일에 확인함.
142. ↑  “「제63회 블루리본상」수상 작품 및 쿠사나기 츠요시, 나가사와 마사미, 나리타 료, 이토 사이리 등 수상자 발표”. 《ORICON NEWS》 (oricon ME). 2021년 2월 24일. 2021년 2월 24일에 확인함.
143. ↑  “나가사와 마사미 눈물 최초의 아카데미 최우수 여우주연상”. 닛칸 스포츠. 2021년 3월 19일. 2021년 3월 20일에 확인함.
144. ↑  “오구리 슌·니노미야 카즈나리·나가사와 마사미·히로세 스즈가 「제44회 일본 아카데미상」 우수상 발표 <수상자·작품 목록>”. 《모델프레스》 (인터넷 네이티브). 2021년 1월 27일. 2021년 1월 27일에 확인함.
145. ↑  “나가사와 마사미, 가장 친한 친구 스즈키 안에 브론즈상에 기쁨의 웃음 요미우리 연극 대상으로 우수 여배우상”. 《ORICON NEWS》 (호치신문사). 2022년 2월 25일. 2022년 3월 15일에 원본 문서에서 보존된 문서. 2022년 3월 15일에 확인함.
146. ↑  “「silent」과 나가사와 마사미 씨에 하시다상 신인상에 메구로 렌 등”. 《아사히 신문 DIGITAL》 (아사히 신문). 2023년 4월 1일. 2023년 4월 2일에 확인함.
147. ↑  “개인상 ＝나가사와 마사미, DJ 퍼스널리티상＝안주 신이치로 아나운서 제60회 갤럭시상”. 《마이나비뉴스》. 주식회사 마이나비. 2023년 4월 28일. 2023년 4월 28일에 확인함.